# Boeing 767
Boeing 767 là loại máy bay chở khách phản lực thân rộng của Mỹ do Boeing Commercial Airplanes chế tạo. Nó là loại máy bay thân rộng hai động cơ đầu tiên của Boeing và cũng là loại máy bay đầu tiên được hãng này trang bị buồng lái màn hình hiển thị dành cho hai phi công. Boeing 767 sử dụng hai động cơ tuốc bin phản lực cánh quạt, cánh đuôi truyền thống và thiết kế cánh siêu tới hạn nhằm giảm sức cản không khí. Theo thiết kế, 767 có thể chở từ 181 đến 375 hành khách trên quãng đường bay từ 7.130 km đến 11.825 km, tùy loại. Ngoài ra, nhờ được phát triển vào cùng thời điểm, Boeing 767 và loại máy bay thân hẹp hai động cơ là Boeing 757 có chung nhiều thiết kế và tính năng, cho phép các phi công sử dụng cùng loại giấy phép để điều khiển cả hai.
Boeing 767 có nhiều phiên bản với chiều dài khác nhau. 767-200 bắt đầu hoạt động vào năm 1982, theo sau nó là mẫu 767-300 vào năm 1986 và mẫu 767-400ER vào năm 2000. Các phiên bản tầm bay mở rộng gồm có 767-200ER và 767-300ER được đưa vào hoạt động trong các năm 1984 và 1988 theo thứ tự, còn phiên bản chở hàng là mẫu 767-300F bắt đầu bay vào năm 1995. Boeing cung cấp chương trình chuyển đổi để hỗ trợ chuyển những chiếc 767-200 và 767-300 dân dụng thành phiên bản vận chuyển hàng hóa. Các phiên bản quân sự bao gồm mẫu máy bay giám sát E-767, mẫu KC-767 và KC-46 dùng cho hoạt động tiếp nhiên liệu trên không. Boeing 767 được trang bị hai động cơ phản lực cánh quạt General Electric CF6, Pratt & Whictney JT9D, Pratt & Whitney PW4000 hoặc Rolls-Royce RB211.
Năm 1982, United Airlines trở thành hãng hàng không đầu tiên vận chuyển hành khách bằng chiếc 767. Ban đầu nó được sử dụng trên các hành trình nội địa và xuyên lục địa, và cũng chính trên những chuyến bay này nó thể hiện được sự hiệu quả trong thiết kế của mình. Năm 1985, Boeing 767 trở thành loại máy bay dân dụng hai động cơ đầu tiên được cấp phép thực hiện các chuyến bay quốc tế đường dài mở rộng và từ đó, nó bắt đầu được sử dụng trên các đường bay thẳng trong các chuyến bay liên lục địa có tầm từ trung bình đến xa. Năm 1986, Boeing khởi động nghiên cứu một mẫu 767 có sức chứa lớn hơn, dẫn đến sự ra đời của mẫu máy bay thân rộng hai động cơ cỡ lớn mang tên Boeing 777. Vào những năm 90, 767 là loại máy bay thông dụng nhất trên các chuyến bay xuyên đại dương nối Bắc Mỹ với châu Âu.
Boeing 767 là mẫu máy bay thân rộng hai động cơ đầu tiên có lượng giao hàng đạt mốc 1.000 chiếc. Tính đến tháng 2 năm 2017, Boeing đã nhận được 1.204 đơn đặt hàng từ 74 khách hàng; và hãng đã bàn giao 1.097 chiếc. Đến tháng 7 năm 2016, có 742 chiếc trong số đó vẫn đang hoạt động; mẫu 767-300ER là phiên bản thông dụng nhất với 583 chiếc bán được; Delta Air Lines là khách hàng lớn nhất với 91 chiếc 767 trong đội bay. Các mẫu máy bay cạnh tranh gồm có Airbus A300, A310 và A330-200, và mặc dù mẫu kế nhiệm của 767 là 787 Dreamliner đã bắt đầu đưa vào khai thác từ tháng 10 năm 2011, dòng máy bay 767 vẫn tiếp tục được sản xuất cho đến ngày nay.

## Phát triển

### Bối cảnh
Khi ra đời năm 1970, Boeing 747 là loại máy bay dân dụng đầu tiên đủ rộng để đặt hai lối đi trong khoang máy bay. Hai năm sau, trên cơ sở này, Boeing khởi động nghiên cứu phát triển một loại máy bay thân rộng mới có tên mã là 7X7 nhằm thay thế mẫu 707 và các thế hệ máy bay thân hẹp trước đó. Loại máy bay này cũng sẽ sở hữu thiết kế hai lối đi trong khi có kích thước thân máy bay nhỏ hơn cả Boeing 747 lẫn McDonnell Douglas DC-10 và Lockheed L-1011 TriStar. Để chi trả chi phí nghiên cứu quá lớn, Boeing ký hợp đồng chia sẻ rủi ro với công ty Aeritalia của Ý và với Công ty Phát triển Vận tải Dân dụng (Civil Transport Development Corporation – CTDC) là một liên đoàn các công ty không gian của Nhật Bản. Theo đó, cả Aeritalia cũng như CTDC sẽ nhận được hợp đồng cung ứng bởi họ tham gia từ sớm. Đây là lần đầu tiên Boeing tham gia một liên doanh doanh nghiệp quốc tế lớn. Theo thiết kế ban đầu, mẫu 7X7 thuộc kiểu máy bay cất cánh và hạ cánh ngắn, sẽ được khai thác trên đường bay ngắn, nhưng khi các khách hàng của Boeing không hứng thú với ý tưởng này, hãng đã tái định nghĩa nó thành loại máy bay cỡ vừa, có tầm bay dài. Thời điểm này, 7X7 dự kiến được trang bị hai hoặc ba động cơ, có thể bao gồm động cơ nằm trên cánh và đuôi T.

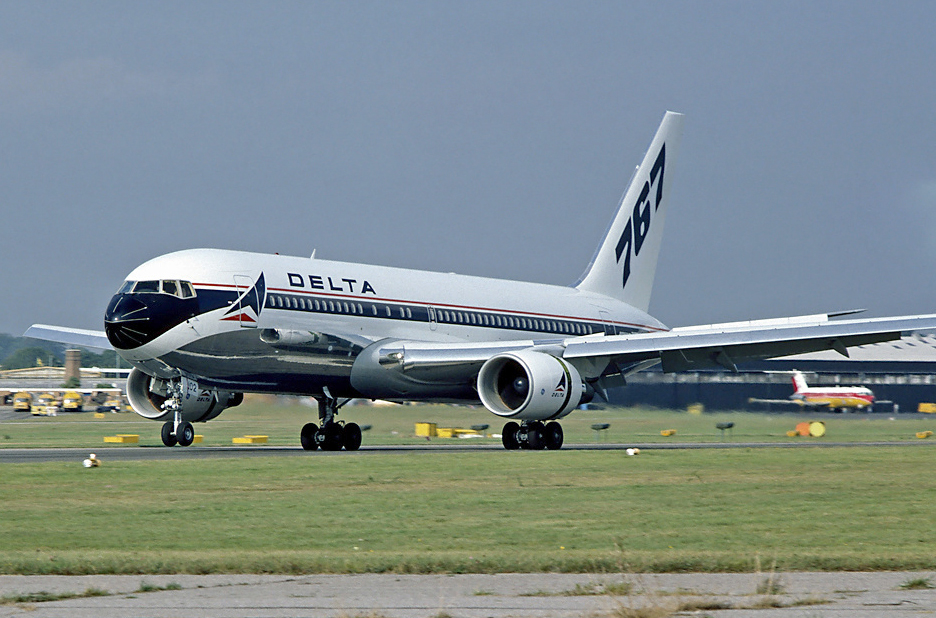
Chiếc 7X7 xuất hiện tại triển lãm hàng không Farnborough lần đầu vào năm 1982 với tên là 767-200.

Đến năm 1976, một thiết kế máy bay thân rộng hai động cơ tương tự như máy bay Airbus A300 trở thành kiểu dáng cơ sở cho Boeing 767. Quyết định sử dụng hai động cơ thể hiện mức tín nhiệm ngày càng tăng đối với thế hệ động cơ phản lực mới. Khi các yêu cầu hàng không đối với các máy bay thân rộng vẫn còn chưa rõ ràng, dòng 7X7 tập trung chủ yếu vào thị trường máy bay cỡ vừa có sức chứa lớn. Như vậy, 7X7 mang mục tiêu vận chuyển lượng lớn hành khách giữa các thành phố lớn với nhau. Các cải tiến trong công nghệ hàng không dân dụng, bao gồm động cơ phản lực có hệ số tách dòng cao, hệ thống bay mới, cải tiến về khí động học và vật liệu nhẹ hơn đều được áp dụng cho máy bay 7X7. Phần lớn các tính năng này cũng được áp dụng cho một nghiên cứu song song về một loại máy bay cỡ vừa thân hẹp mới, tên mã là 7N7, sau này trở thành Boeing 757. Hai mẫu máy bay được phát triển trong thời kỳ thịnh vượng của ngành công nghiệp hàng không vào cuối thập niên 1970.
Vào tháng 1 năm 1978, Boeing tuyên bố hãng đã mở rộng đáng kể nhà máy Everett – lúc bấy giờ chỉ dành cho việc lắp ráp máy bay 747 – để phù hợp cho việc sản xuất dòng máy bay thân rộng mới của hãng. Tháng 2 năm 1978, nhà sản xuất đặt tên dòng máy bay này là 767, và đưa ra ba biến thể: mẫu 767-100 với thiết kế 190 chỗ ngồi, mẫu 767-200 với 210 chỗ ngồi, và mẫu 767MR/LR ba động cơ với 200 chỗ ngồi dành cho các đường bay quốc tế. Mẫu 767MR/LR sau này được đổi tên thành 777 để dễ phân biệt. Boeing 767 chính thức ra mắt ngày 14 tháng 7 năm 1978, với việc hãng United Airlines đặt 30 chiếc 767-200, theo sau bởi 50 đơn hàng 767-200 từ American Airlines và Delta Air Lines trong cùng năm đó. Phiên bản 767-100 cuối cùng không được thương mại hóa, vì sức chứa của nó gần tương tự như mẫu 757, và chiếc 777 ba động cơ cũng bị bỏ đi để chuẩn hóa thiết kế hai động cơ cho mẫu 777.

### Các nỗ lực trong thiết kế
Cuối thập niên 1970, chi phí vận hành thay thế cho sức chứa, trở thành tiêu chí quan trọng nhất khi chọn mua máy bay. Vì vậy, quá trình thiết kế Boeing 767 ngay từ đầu đã nhắm đến tính tiết kiệm nhiên liệu. Boeing đặt ra mục tiêu cắt giảm từ 20 đến 30% chi phí hoạt động so với các máy bay đời trước, chủ yếu nhờ vào động cơ mới và công nghệ cánh mới. Trong quá trình phát triển, các kỹ sư thực hiện khoảng 1/3 các bản vẽ thiết kế của mẫu 767 nhờ CAD, và dành ra 26.000 giờ cho các thử nghiệm trong đường hầm gió. Bởi việc phát triển và thiết kế mẫu 767 gần như đồng thời với mẫu 757, Boeing coi hai dự án này như một để giảm thiểu rủi ro và chi phí. Hai dòng máy bay sau này có chung nhiều tính năng thiết kế, như kỹ thuật điện từ hàng không, hệ thống quản lý chuyến bay và khí cụ bay. Chi phí phát triển của cả hai ước tính khoảng từ 3,5 đến 4 tỷ đô la Mỹ.

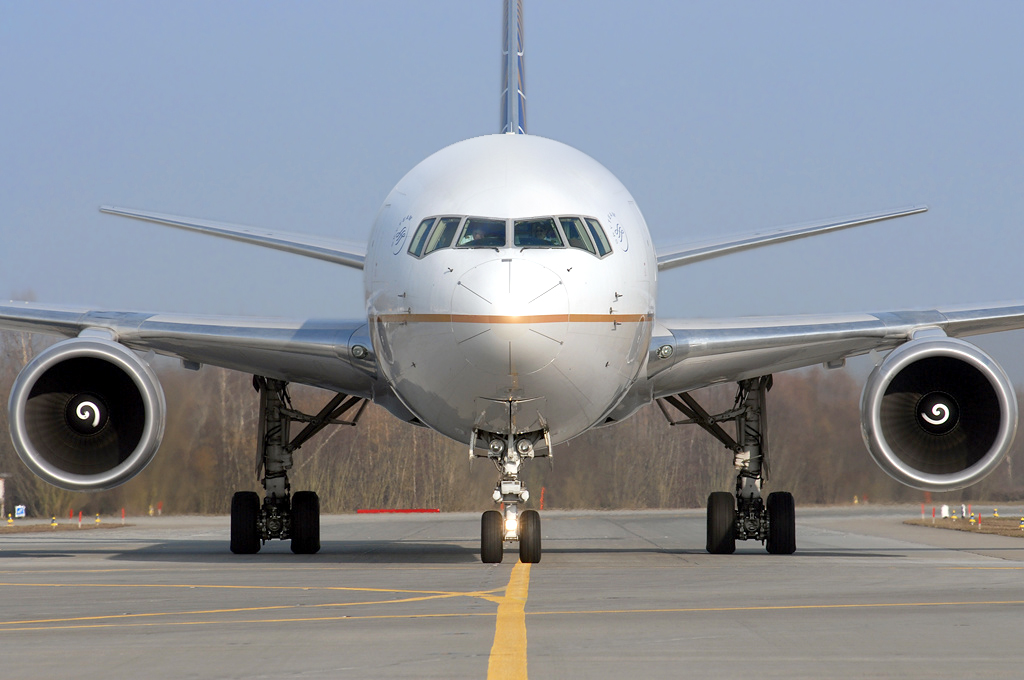
Máy bay 767-400ER của Continental Airlines nhìn từ phía trước, cho thấy kiểu thân máy bay, kiểu góc nhị diện và hai động cơ CF6

Các khách hàng đầu tiên đặt mua 767 được lựa chọn giữa hai loại động cơ Pratt & Whitney JT9D và General Electric CF6, đánh dấu lần đầu tiên Boeing đưa ra các tùy chọn về động cơ máy bay ngay tại thời điểm ra mắt một mẫu máy bay mới. Cả hai loại động cơ phản lực này đều có khả năng cung cấp lực đẩy tối đa 210 kN. Các động cơ được gắn vào bên dưới cánh máy bay, cách thân máy bay khoảng cách bằng khoảng 1/3 độ dài cánh, tương tự các mẫu máy bay ba động cơ thân rộng trước đó. Cánh máy bay có thiết kế siêu tới hạn (tiếng Anh: supercritical airfoil) giúp giảm sức cản và phân bố lực nâng trên cánh đều hơn so với các loại máy bay khác của hãng. Kiểu dáng cánh máy bay giúp tối ưu khả năng bay tại độ cao hành trình, tăng sức chứa nhiên liệu, và cho phép nâng cấp chiếc máy bay lên các phiên bản thân dài hơn trong tương lai. Theo thiết kế ban đầu, 767-200 có tầm bay đủ để băng qua Bắc Mỹ hoặc qua Bắc Đại Tây Dương, và có thể thực hiện những chuyến bay hành trình lên đến 7.130 km.
Độ rộng thân chiếc 767 là 5,03 m, lớn hơn chiếc 707 và nhỏ hơn chiếc 747. Mặc dù hẹp hơn những mẫu máy bay thân rộng khác, người ta vẫn có thể trang bị cho Boeing 767 bảy chỗ ngồi mỗi hàng và hai lối đi, và cũng nhờ hẹp hơn nên sức cản không khí cũng ít hơn. Tuy nhiên, thân máy bay không đủ rộng để chứa hai thùng hàng hàng không tiêu chuẩn LD3 song song nhau. Vì vậy người ta đã thiết kế riêng cho 767 loại thùng hàng nhỏ hơn gọi là LD2. Việc sử dụng thiết kế cánh đuôi truyền thống cho phép thân sau máy bay được thu gọn với độ dài tối thiểu, nhờ vậy 767 giữ được hai lối đi song song xuyên suốt khoang hành khách và loại bỏ các hàng ghế không đều nhau phía cuối máy bay

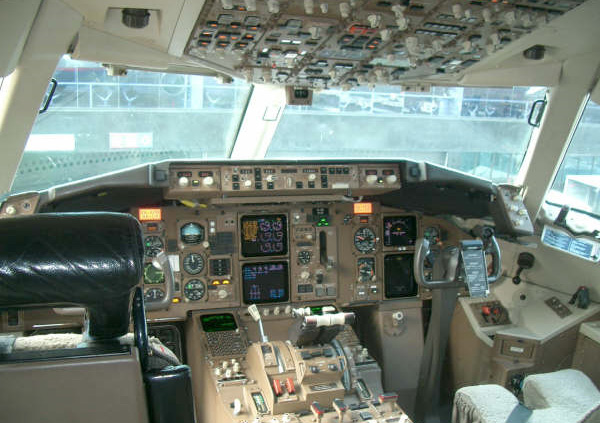
Buồng lái màn hình hiển thị hai phi công thế hệ đầu của Boeing 767

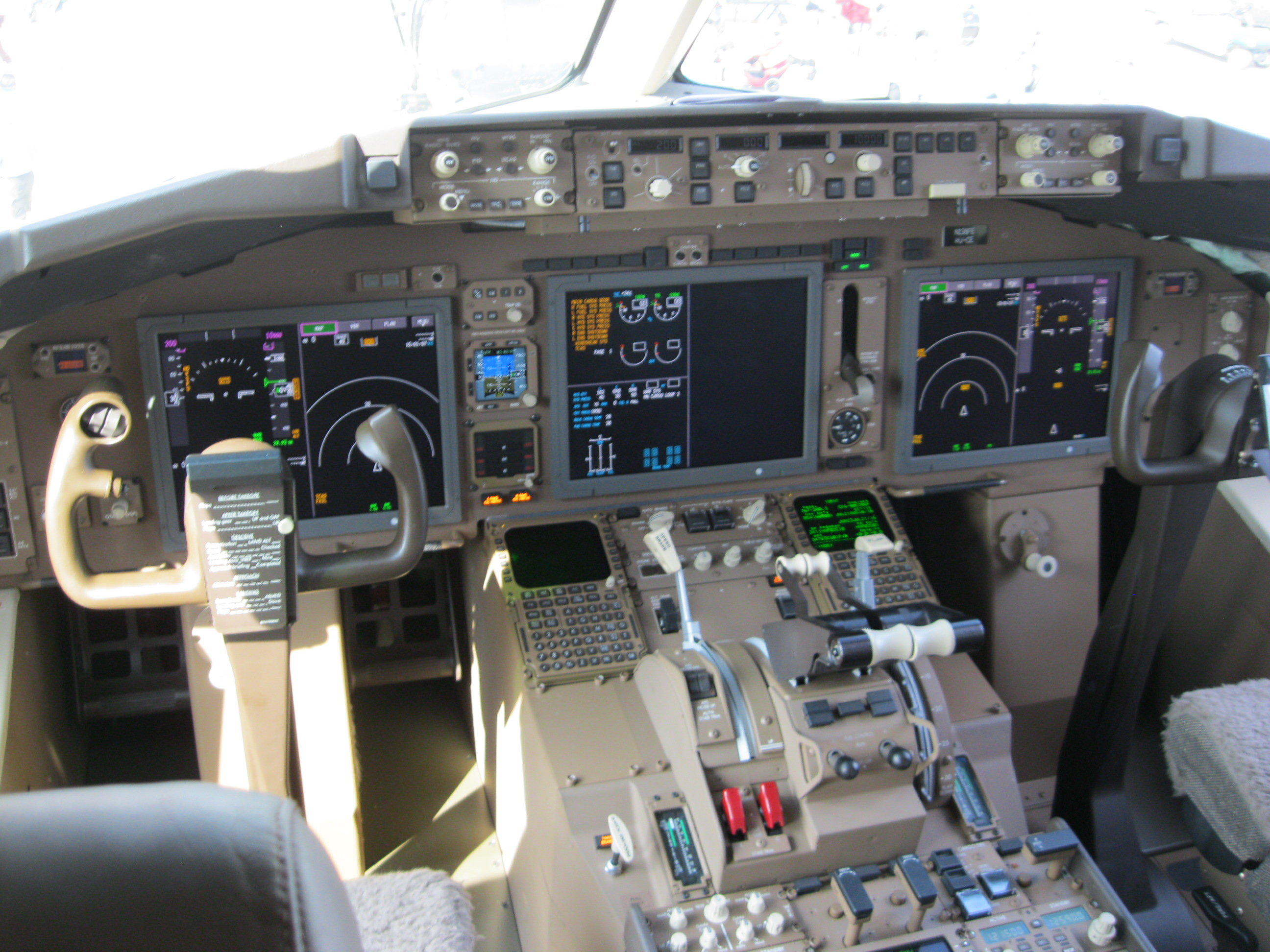
Buồng lái màn hình hiển thị hai phi công thế hệ mới trên Boeing 767, với các màn hình lớn hơn

767 là mẫu máy bay đầu tiên của Boeing sở hữu thiết kế buồng lái màn hình hiển thị dành cho hai phi công. Các màn hình màu dùng công nghệ ống tia âm cực và các thiết bị điện tử mới đã thay thế vai trò của cơ phó thứ hai (tiếng Anh: flight engineer) khi cho phép cơ trưởng và cơ phó theo dõi các hệ thống bay một cách trực tiếp. Dù kiểu buồng lái này hứa hẹn giảm thiểu chi phí về nhân công, ban đầu hãng United Airlines vẫn yêu cầu sử dụng buồng lái ba người truyền thống và nêu ra mối lo ngại về các rủi ro khi giới thiệu mẫu máy bay mới. United Airlines giữ quan điểm này cho đến tháng 7 năm 1981, khi một lực lượng đặc nhiệm tổng thống Hoa Kỳ xác định rằng tổ phi công hai người là đủ an toàn để điều khiển các loại máy bay thân rộng. Buồng lái ba phi công sau đó vẫn trở thành một tùy chọn và được áp dụng vào các mẫu sản xuất đầu tiên. Ansett Australia đặt nhiều mẫu 767 loại buồng lái ba người theo yêu cầu của nghiệp đoàn; và đây cũng là hãng hàng không duy nhất khai thác các máy bay 767 loại này. Buồng lái hai phi công của Boeing 767 cũng có mặt trên mẫu 757, nhờ đó các phi công có thể điều khiển cả hai loại máy bay sau một khóa chuyển đổi ngắn hạn, và đó cũng là lý do khuyến khích các hãng hàng không mua cả hai loại máy bay. Tuy vậy hai dòng 767 và 757 có cách bay khác nhau hoàn toàn. Hệ thống điều khiển của máy bay 757 rất nặng nề, tương tự như trên mẫu 727 và 747, đồng thời cần lái máy bay xoay tối đa về hai bên một góc 90 độ. Mẫu 767 có hệ thống điều khiển nhẹ hơn nhiều và cần lái chỉ xoay khoảng 2/3 quãng đường.

### Sản xuất và thử nghiệm
Để sản xuất dòng máy bay 767, Boeing thành lập một mạng lưới các nhà thầu phụ gồm các nhà cung ứng trong nước và các đóng góp từ Aeritalia của Ý và CTDC của Nhật Bản. Boeing chế tạo cánh và sàn máy bay, Aeritalia sản xuất bảng điều khiển, Boeing Vertol chế tạo mép cánh trước và Boeing Wichita sản xuất phần thân trước. CTDC cung cấp nhiều bộ phận của máy bay thông qua các công ty thành viên của nó, như Fuji Heavy Industries (các thành phần làm thon và giảm sức cản trên cánh và cửa bánh đáp), Kawasaki Heavy Industries (thân giữa) và Mitsubishi Heavy Industries (thân sau, cửa và đuôi). Các bộ phận này được lắp ráp với nhau tại nhà máy Everett. Để sản xuất xà dọc cho cánh máy bay, nhà máy Everett sử dụng các loại máy tự động khoan và vặn bulông. Cách chế tạo cánh này được phát triển từ kỹ thuật sản xuất máy bay 747. Các công đoạn lắp ráp cuối cùng cho chiếc 767 đầu tiên bắt đầu vào tháng 7 năm 1979.

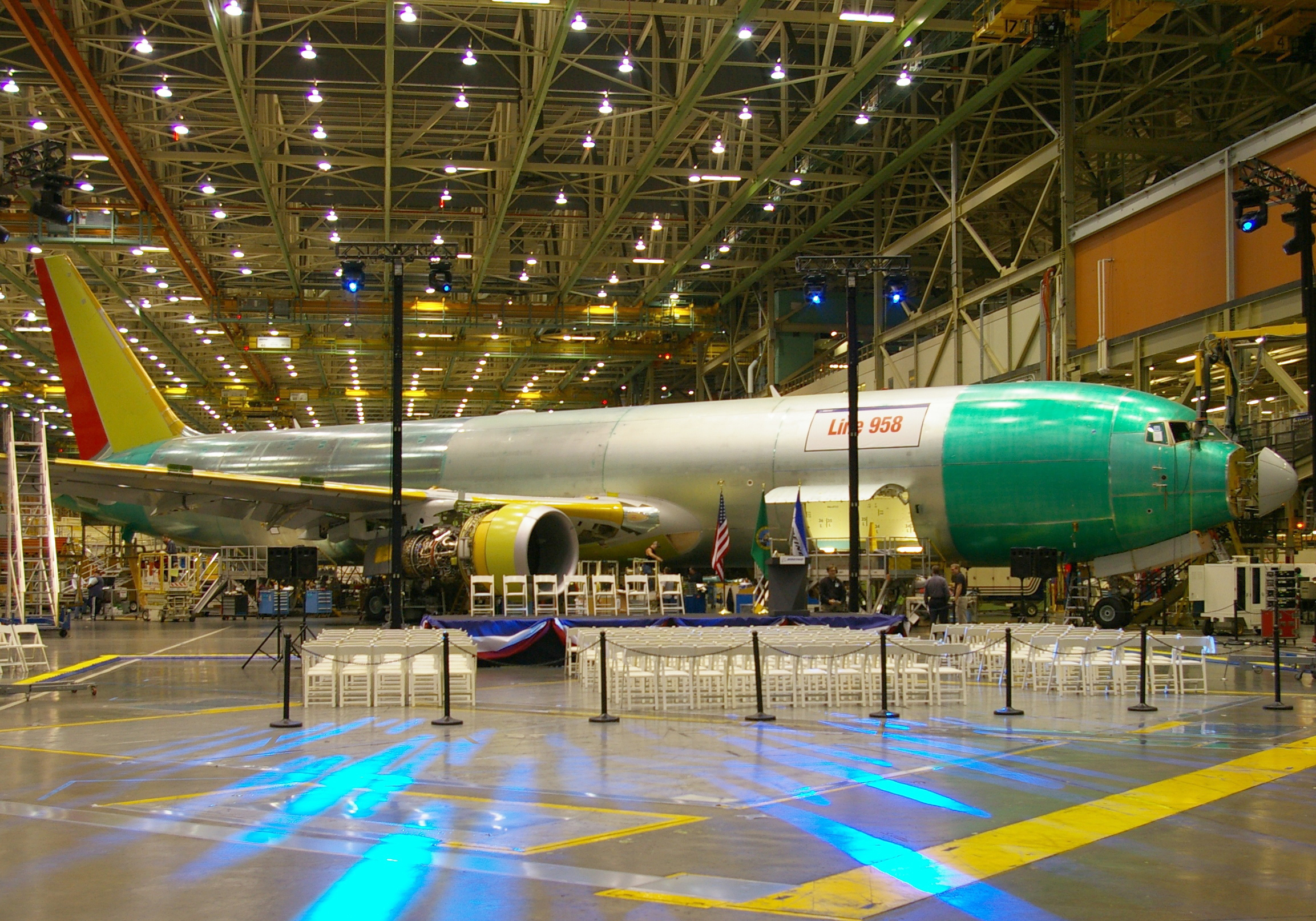
Công đoạn lắp ráp cuối cùng của một chiếc 767-300F tại nhà máy Everett, nhà máy được mở rộng để sản xuất 767 vào năm 1978

Chiếc máy bay mẫu mang số đăng ký N767BA được giới thiệu vào ngày 4 tháng 8 năm 1981. Vào thời điểm đó, dự án 767 đã nhận được 173 đơn đặt hàng từ 17 khách hàng, gồm có Air Canada, All Nippon Airways, Britannia Airways, Transbrasil và Trans World Airlines. Ngày 26 tháng 9 năm 1981, chiếc máy bay mẫu thực hiện chuyến bay đầu tiên dưới sự điều khiển của các phi công Tommy Edmonds, Lew Wallick và John Brit. Không có sự kiện nào đáng chú ý trong chuyến bay này, ngoại trừ việc không thể thu gọn càng hạ cánh bởi vì dầu thủy lực bị rò rỉ. Chiếc 767 mẫu sau đó tiếp tục được dùng cho các thử nghiệm bay khác.
Sáu chiếc 767 đầu tiên đều được sử dụng trong chương trình thử nghiệm dài 10 tháng. Bốn chiếc đầu tiên dùng động cơ JT9D, hai chiếc còn lại dùng động cơ CF6. Đội bay này chủ yếu được thử nghiệm về hệ thống điện tử, hệ thống bay, khả năng điều khiển và hiệu suất, trong khi chiếc thứ sáu được dùng để thực hiện các chuyến bay đường dài nhằm chứng minh độ an toàn. Khi thử nghiệm, các phi công mô tả chiếc 767 là dễ bay, khả năng cơ động không bị cản trở bởi kích thước đồ sộ như những loại máy bay thân rộng lớn hơn. Sau khi hoàn tất 1.600 giờ bay thử nghiệm, chiếc 767-200 động cơ JT9D được cấp chứng nhận của Cục Hàng không Liên bang Hoa Kỳ (Federal Aviation Administration – FAA) và Cơ quan Hàng không Dân dụng Vương quốc Anh (Civil Aviation Authority) vào tháng 7 năm 1982. Chiếc đầu tiên được giao cho United Airlines vào ngày 19 tháng 8 năm 1982. Chiếc 767-200 động cơ CF6 được chứng nhận vào tháng 9 năm 1982, và Delta Air Lines nhận được chiếc đầu tiên vào ngày 25 tháng 10 năm 1982.

### Đưa vào hoạt động

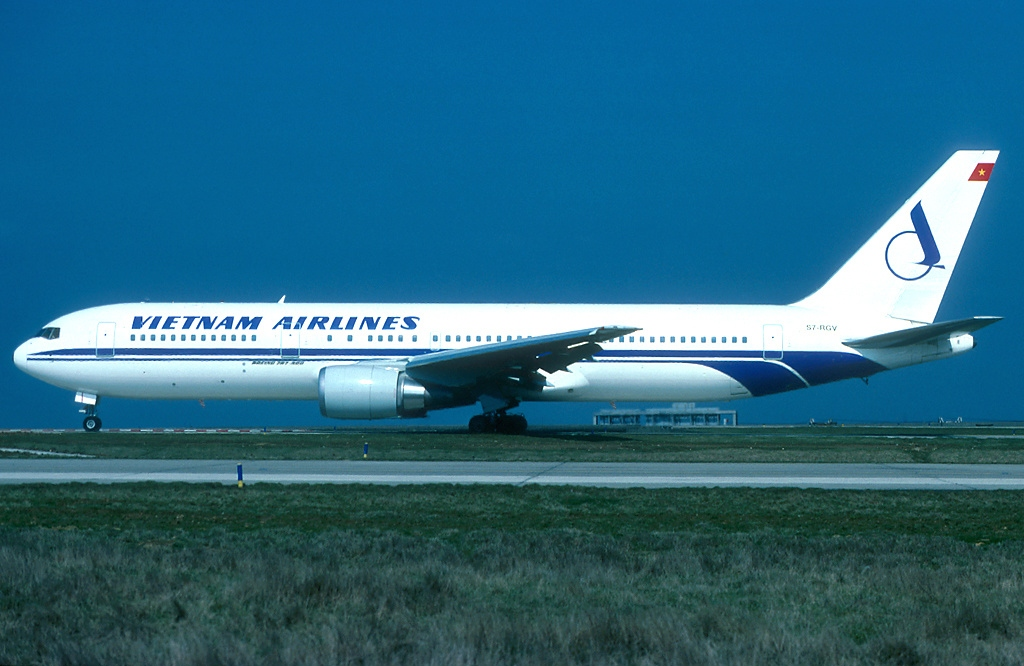
767-324ER của Vietnam airlines

Ngày 8 tháng 9 năm 1982, United Airlines trở thành hãng hàng không đầu tiên đưa Boeing 767 vào khai thác. Chuyến bay thương mại đầu tiên sử dụng chiếc 767-200 hoạt động với hai động cơ JT9D trên đường bay từ Chicago đến Denver. Ba tháng sau, chiếc 767-200 động cơ CF6 của hãng Delta Air Lines cất cánh. Những chiếc 767 đầu tiên chủ yếu thực hiện các đường bay trong nước, ngoài dịch vụ vận chuyển liên lục địa của một số hãng hàng không Hoa Kỳ. American Airlines và Trans World Airlines bắt đầu sử dụng chiếc 767-200 vào cuối năm 1982, còn các hãng Air Canada, China Airlines và El Al đưa chiếc 767 vào đội bay của mình vào năm 1983. Dòng máy bay có khởi đầu thương mại khá thuận lợi, với rất ít lỗi vận hành xảy ra và độ tin cậy cao hơn những loại máy bay đời trước. Trong năm đầu tiên, tỉ lệ chuyến bay cất cánh mà không bị trì hoãn vì lý do kỹ thuật của mẫu 767 đạt 96,5%, cao hơn mức bình quân đối các máy bay mới. Các hãng hàng không bày tỏ đánh giá cao về mức độ tiếng ồn, tiện nghi bên trong và hiệu suất kinh tế của dòng máy bay này. Các vấn đề mà chiếc máy bay gặp phải đều không quá nghiêm trọng, bao gồm việc cân chỉnh lại một cảm biến đầu cánh để phòng ngừa sai sót khi hiển thị thông số, thay thế một chiếc khóa phao trượt, và sửa chữa một bộ cánh đuôi cho phù hợp với tiêu chuẩn kỹ thuật sản xuất.

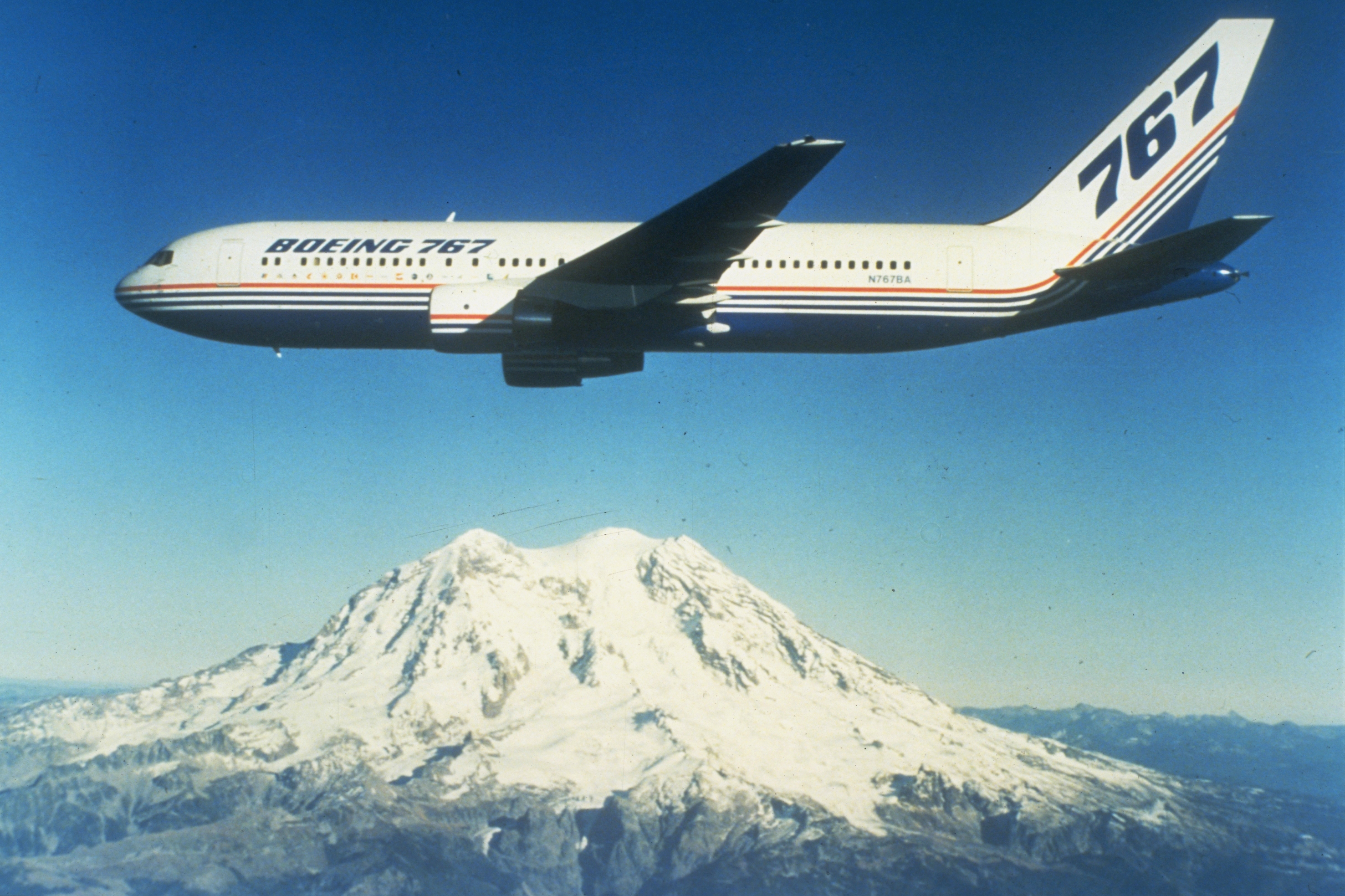
Chiếc 767-200 đầu tiên, số hiệu N767BA, bay gần núi Rainier vào những năm 1980.

Thấy được tiềm năng phát triển của dòng 767, Boeing tiếp tục giới thiệu cấu hình tầm bay dài là mẫu 767-200ER ngay trong năm đầu tiên nó hoạt động. Ethiopian Airlines là hãng đầu tiên đặt hàng mẫu này vào tháng 12 năm 1982. Cấu hình tầm bay dài của chiếc 767 có trọng lượng cao hơn và sức chứa nhiên liệu lớn hơn, cho phép nó chở được lượng hàng hóa nặng hơn và bay được đến 11.825 km, thị trường nhắm đến là các hãng hàng không ngoài nước. Hãng hàng không Israel El Al đưa chiếc 767-200ER đầu tiên vào khai thác thương mại vào ngày 27 tháng 3 năm 1984. Khách hàng chủ yếu của loại máy bay này là các hãng hàng không quốc tế có nhu cầu vận chuyển lượng hành khách trung bình trên các chuyến bay dài.
Giữa những năm 1980, Boeing 767 dẫn đầu thị trường máy bay hai động cơ trong các chuyến bay xuyên Bắc Đại Tây Dương theo quy định về tiêu chuẩn bay tầm xa đối với máy bay hai động cơ (còn gọi là ETOPS, là quy định an toàn của Cục Hàng không Liên bang đối với các chuyến bay vượt đại dương bằng máy bay có hai động cơ). Trước Boeing 767, các đường bay trên biển của máy bay hai động cơ không được phép nằm ngoài phạm vi 90 phút tính từ sân bay trung chuyển gần nhất. Vào tháng 5 năm 1985, Cục Hàng không Liên bang lần đầu tiên cấp phép cho các chuyến bay sử dụng Boeing 767 quyền được bay ETOPS 120 phút, được thực hiện với từng hãng hàng không một và bắt đầu với Trans World Airlines, nếu như hãng đó đáp ứng được các tiêu chuẩn an toàn hàng không. Việc này cho phép máy bay thực hiện các đường bay quốc tế cách đất liền đến 2 giờ bay. Giới hạn an toàn được nới lỏng bởi vì dòng máy bay và các động cơ phản lực của nó đã chứng minh được mức độ tin cậy cao. Năm 1989, Cục Hàng không Liên bang tăng thời gian bay ETOPS của mẫu 767 động cơ CF6 lên thành 180 phút, đưa loại này trở thành loại máy bay đầu tiên được chứng nhận thời gian bay dài hơn, và vào năm 1993 thì các cấu hình động cơ khác cũng được cấp phép tương tự. Việc này đã thúc đẩy sự tăng trưởng của các chuyến bay vượt đại dương bằng máy bay 767 cũng như đẩy mạnh doanh số bán hàng của nó.

### Các phiên bản thân dài
Dự đoán ngành công nghiệp sẽ quan tâm đến các mẫu máy bay có sức chứa lớn hơn, Boeing công bố hai mẫu thân dài là 767-300 vào năm 1983 và phiên bản tầm bay mở rộng của nó là 767-300ER vào năm 1984. Cả hai mẫu này đều có sức chứa hành khách cao hơn 20% so với phiên bản máy bay ban đầu, trong đó mẫu tầm bay mở rộng có thể thực hiện các chuyến bay lên đến 11.090 km. Japan Airlines đặt hàng chiếc 767-300 đầu tiên vào tháng 9 năm 1983. Sau khi thực hiện thành công chuyến bay đầu tiên vào ngày 30 tháng 1 năm 1986, mẫu 767-300 được Japan Airlines đưa vào khai thác thương mại từ ngày 20 tháng 10 năm 1986. Chiếc 767-300ER cất cánh lần đầu vào ngày 9 tháng 12 năm 1986, tuy nhiên phải đến tháng 3 năm 1987 mới có khách hàng đầu tiên đặt hàng mẫu này, đó là American Airlines. American Airlines bắt đầu sử dụng chiếc 767-300ER trong đội bay từ ngày 3 tháng 3 năm 1988. Từ khi được đưa vào sử dụng, hai mẫu 767-300 và 767-300ER ngày càng trở nên thông dụng và sau này chúng chiếm đến 2 phần 3 tổng số máy bay 767 bán được.
Sau khi giới thiệu phiên bản 767 thân dài đầu tiên, Boeing tiếp tục phản hồi thỉnh cầu tăng sức chứa từ các hãng hàng không bằng cách đưa ra các mẫu máy bay lớn hơn, bao gồm một mẫu có một phần thân hai tầng được gọi một cách không chính thức là "Hunchback of Mukilteo" ("Người gù xứ Mukilteo", theo tên một thị trấn gần nhà máy Everett của Boeing) với một phần thân máy bay 757 gắn trên thân chính phía sau của 767. Năm 1986, hãng công bố mẫu máy bay 767-X, một phiên bản được thiết kế lại với cánh lớn hơn và khoang rộng hơn, nhưng không nhận được nhiều sự quan tâm. Đến năm 1988, mẫu 767-X được phát triển thành một dự án máy bay hai động cơ hoàn toàn mới, là tiền thân của Boeing 777 sau này. Cho đến năm 1995 khi dòng 777 ra đời, chiếc 767-300 và 767-300ER là mẫu máy bay thân rộng lớn thứ hai của Boeing chỉ sau mẫu 747.

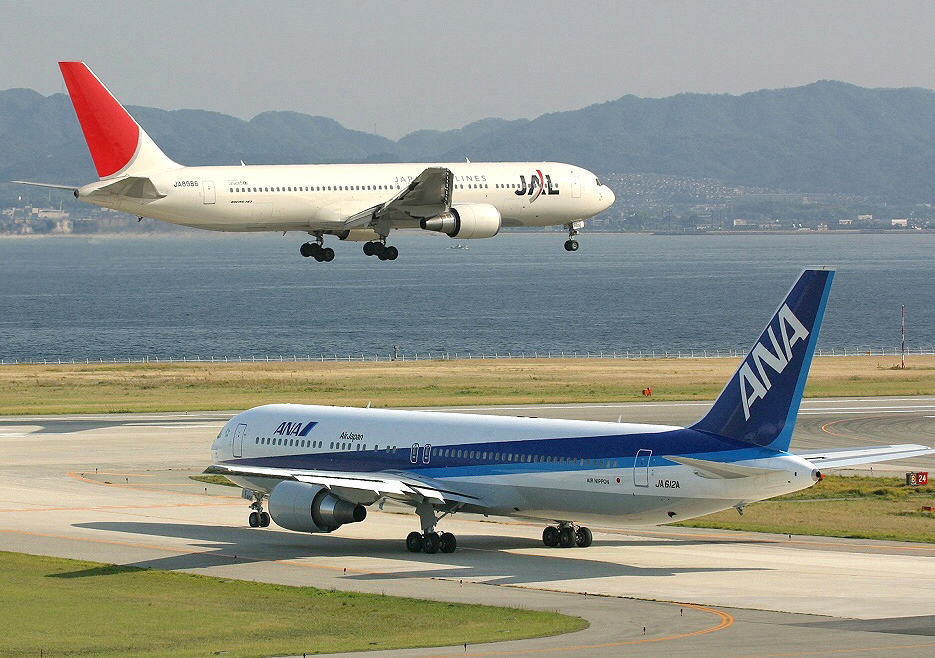
Chiếc 767-300 của Japan Airlines hạ cánh phía trước một chiếc 767-300ER của All Nippon Airways tại sân bay Kansai. Mẫu −300 và −300ER chiếm 2 phần 3 tổng số máy bay 767 bán được.

Được thúc đẩy bởi nền kinh tế toàn cầu đang dần phục hồi và phê chuẩn ETOPS, doanh số 767 tăng mạnh từ giữa đến cuối thập niên 1980, trong đó năm 1989 là năm Boeing nhận được nhiều đơn hàng nhất với 132 đơn hàng. Đến đầu thập niên 1990, Boeing 767 trở thành mẫu máy bay bán chạy nhất hàng năm của hãng mặc dù doanh số hơi sụt giảm vì suy thoái kinh tế. Đồng thời, trong thời kỳ này, 767 là loại máy bay thông dụng nhất trên các hành trình xuyên đại dương giữa Bắc Mỹ và châu Âu. Tính đến cuối thập niên 1990, Boeing 767 đã vượt qua Đại Tây Dương thường xuyên hơn tất cả các loại máy bay khác cộng lại. Mẫu 767 cũng thúc đẩy kiểu bay từ-điểm-đến-điểm vốn bỏ qua các sân bay quá cảnh và bay thẳng đến điểm đến. Tận dụng lợi thế chi phí vận hành thấp và sức chứa thấp của dòng 767, các hãng hàng không mở các đường bay thẳng giữa các thành phố nhỏ, từ đó loại bỏ nhu cầu về các chuyến bay nối chuyến. Số lượng các thành phố có các chuyến bay thẳng đến ngày càng gia tăng, dẫn đến sự thay đổi trong mô hình hoạt động của ngành hàng không, theo đó hình thức vận chuyển từ-điểm-đến-điểm ngày càng được ưa chuộng hơn so với kiểu vận chuyển hub-and-spoke truyền thống.
Vào tháng 2 năm 1990, hãng British Airways nhận được chiếc 767 đầu tiên được trang bị loại động cơ tuốc bin phản lực Rolls-Royce RB211, một chiếc thuộc kiểu 767-300. Sáu tháng sau, hãng hàng không tạm thời ngừng khai thác toàn bộ máy bay 767 của mình sau khi phát hiện vết nứt trên giá đỡ động cơ của một số chiếc máy bay. Những vết nứt này có liên quan đến trọng lượng của động cơ RB211, vốn nặng hơn các loại động cơ 767 khác đến 1.000 kg. Hãng máy bay sau đó đã thực hiện các sửa chữa tạm thời để giảm bớt sức nặng của động cơ lên giá đỡ, và vào năm 1991 áp dụng các thiết kế mới để phòng tránh các vết nứt mới xảy ra. Boeing đồng thời đánh giá lại cấu trúc giá đỡ động cơ, dẫn đến các thay đổi về cơ cấu sản xuất nói chung và thiết kế giá đỡ động cơ của tất cả máy bay 767 đang hoạt động nói riêng.

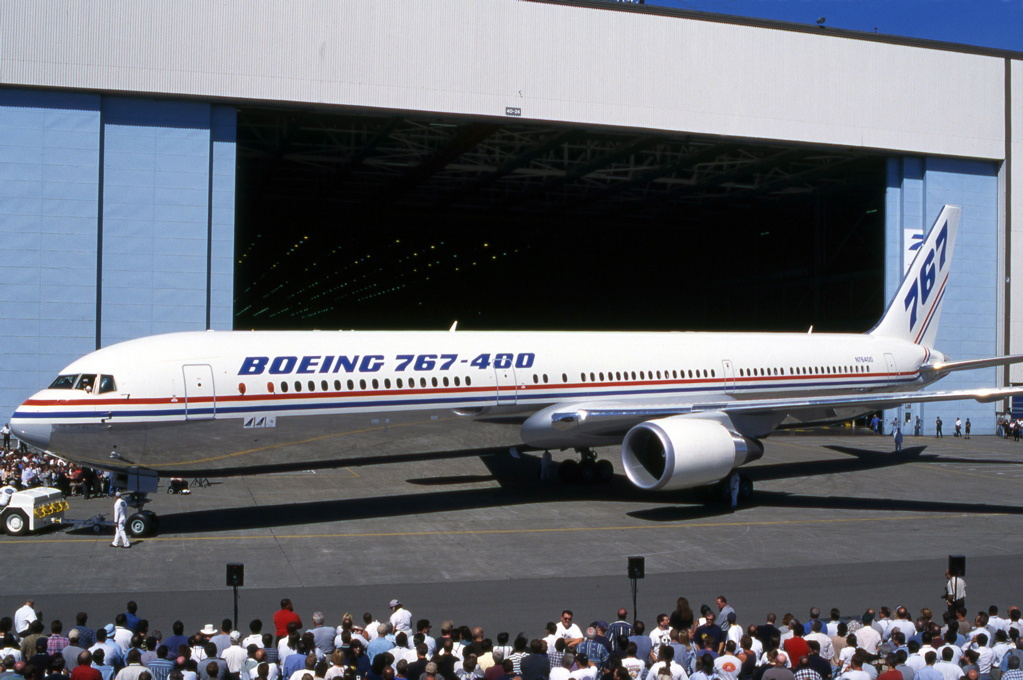
Mẫu 767-400ER được giới thiệu vào ngày 26 tháng 8 năm 1999.

Để đáp lại yêu cầu từ hãng UPS Airlines, vào tháng 1 năm 1993, Boeing giới thiệu phiên bản chở hàng thuộc dòng 767 có tên gọi là 767-300F. Mẫu máy bay này bắt đầu được UPS khai thác từ ngày 16 tháng 10 năm 1995. Mẫu 767-300F có toàn bộ khoang cabin chứa hàng hóa, được nâng cấp bánh đáp và cấu trúc cánh máy bay. Vào tháng 11 năm 1993, chính phủ Nhật Bản đặt mua chiếc 767 phiên bản quân sự đầu tiên, có tên là E-767, một hệ thống chỉ huy và cảnh báo trên không (Airborne early warning and control – AWACS) dựa trên kiểu 767-200ER. Hai chiếc E-767 đầu tiên, với nhiều sửa đổi sâu rộng để thích hợp với hệ thống giám sát radar và các thiết bị theo dõi khác, được chuyển cho Lực lượng Phòng vệ Nhật Bản vào năm 1998.
Tháng 11 năm 1995, từ bỏ việc phát triển một phiên bản nhỏ của dòng 777, Boeing công bố rằng hãng đang một lần nữa xem xét việc nghiên cứu một phiên bản lớn của dòng 767. Mẫu 767-400X trong nghiên cứu này là phiên bản kéo dài thứ hai của chiếc 767 ban đầu, cho phép tăng sức chứa thêm 12% so với mẫu 767-300, các tính năng mới bao gồm cải tiến khoang lái, nâng cấp nội thất và tăng sải cánh. Chiếc máy bay này chủ yếu nhắm đến nhu cầu thay thế dàn máy bay Lockheed L-1011 TriStars đã lỗi thời của hãng Delta Air Lines, và cạnh tranh với mẫu A330-200, phiên bản thân ngắn của Airbus A330. Vào tháng 3 năm 1997, Delta Air Lines đặt mua 767-400ER từ Boeing. Tháng 10 năm 1997, Continental Airlines cũng đặt mua máy bay 767-400ER để thay thế đội máy bay McDonnell Douglas DC-10 của hãng. Mẫu 767-400ER cất cánh lần đầu tiên vào ngày 9 tháng 10 năm 1999 và bắt đầu được hãng Continental Airlines đưa vào sử dụng thương mại từ ngày 14 tháng 9 năm 2000.

### Những phát triển xa hơn

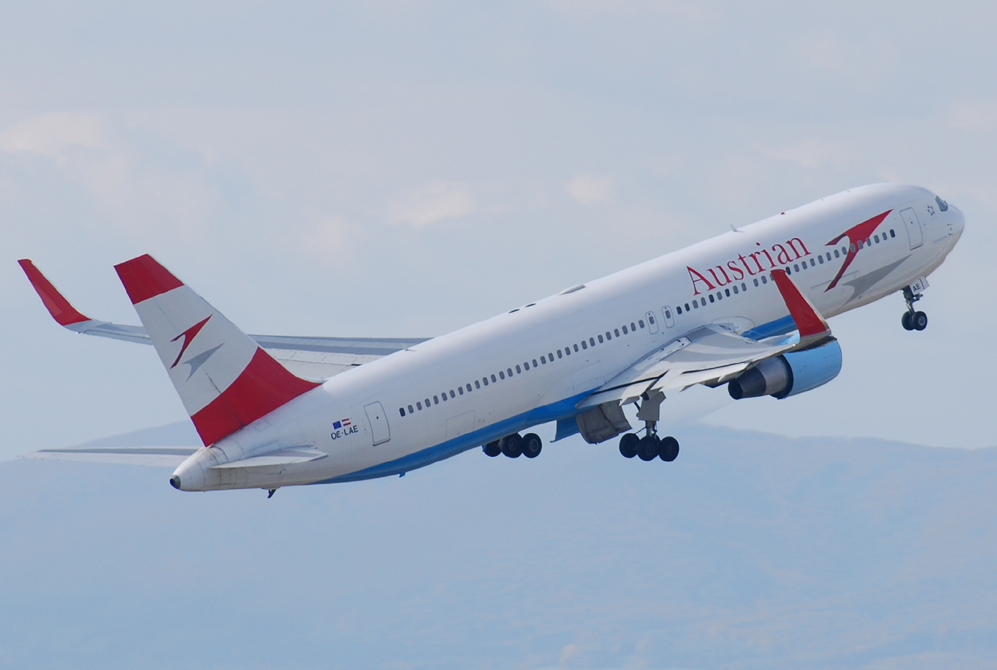
Máy bay 767-300ER của Austrian Airlines với cánh lượn, giúp giảm sức cản gây ra bởi lực nâng và tăng hiệu suất nhiên liệu

Đầu những năm 2000, khi Boeing đã bán được ngót nghét 900 chiếc 767, các đơn hàng bắt đầu giảm sút do suy thoái nền công nghiệp hàng không. Vào năm 2001, Boeing hủy bỏ kế hoạch về mẫu máy bay tầm xa tên là 767-400ERX để phát triển Boeing Sonic Cruiser, một mẫu máy bay phản lực có tốc độ cao hơn 15% so với mẫu 767 trong khi chi phí xăng dầu tương đương. Năm sau, Boeing công bố dòng máy bay KC-767, là biến thể quân sự thứ hai dựa trên mẫu 767-200ER. Mẫu KC-767 được sản xuất theo đơn đặt hàng của Không quân Ý vào tháng 10 năm 2002, với hai vai trò chính là tiếp nhiên liệu trên không và vận tải. Chính phủ Nhật Bản trở thành khách hàng thứ hai của mẫu máy bay này vào tháng 3 năm 2003. Vào tháng 5 năm 2003, Không quân Hoa Kỳ tuyên bố dự định sẽ thuê các máy bay KC-767 để thay thế dàn máy bay tiếp nhiên liệu KC-135 đã cũ. Kế hoạch này đã không được thực hiện khi một vụ bê bối xung đột lợi ích xảy ra vào tháng 3 năm 2004, dẫn đến nhiều cuộc điều tra của chính quyền Hoa Kỳ và sự ra đi của tổng giám đốc điều hành Philip Condit, giám đốc tài chính Michael Sears và nhiều quan chức khác. Những chiếc KC-767 đầu tiên được giao cho Lực lượng Phòng vệ Nhật Bản năm 2008.
Cuối năm 2002, khi các hãng hàng không bày tỏ quan điểm chú trọng khả năng giảm thiểu chi phí hơn là tốc độ, Boeing ngừng phát triển mẫu Sonic Cruiser. Một năm sau, Boeing công bố mẫu máy bay thân vừa 7E7 làm từ vật liệu composite hứa hẹn giúp tiết kiệm 20% nhiên liệu. Mẫu máy bay mới này là giai đoạn đầu tiên trong dự án thay thế máy bay của Boeing tên là dự án Yellowstone. Các khách hàng rất thích thú mẫu 7E7, sau này được gọi là 787 Dreamliner, và trong vòng hai năm, Boeing 787 trở thành loại máy bay bán chạy nhất trong lịch sử của hãng. Năm 2005, Boeing tiếp tục sản xuất máy bay 767 mặc dù doanh số Dreamliner cao kỷ lục, lý do đưa ra là cung cấp cho các khách hàng đang chờ 787 một lựa chọn có sẵn. Theo đó, mẫu 767-300ER được chào bán cho các khách hàng đang chờ mẫu 787 giao hàng, bao gồm All Nippon Airways và Japan Airlines. Cũng do trì hoãn, những chiếc 767 quá 20 năm tuổi đã được dự kiến cho nghỉ hưu vẫn tiếp tục được sử dụng. Để tiếp tục khai thác những chiếc máy bay cũ, các hãng hàng không phải tăng cường quy trình bảo dưỡng, bao gồm kiểm định toàn diện hạng D và kiểm tra ăn mòn vốn là một vấn đề thường xuyên xuất hiện trên các máy bay 767 cũ. Những chiếc 787 đầu tiên được All Nippon Airways đưa vào sử dụng từ tháng 10 năm 2011, trễ kế hoạch đến ba năm rưỡi.

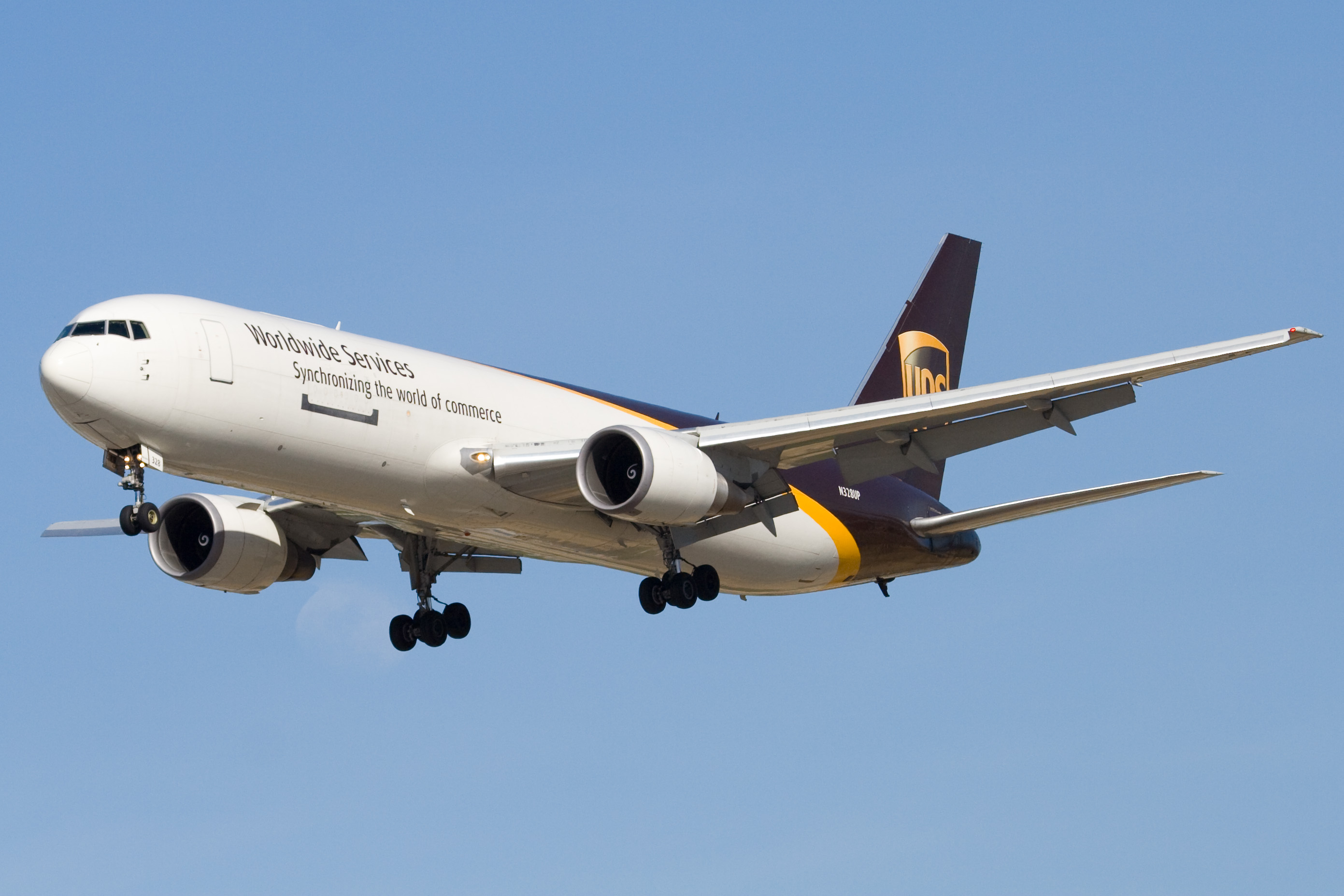
UPS, khách hàng lớn nhất của mẫu 767-300F

Vào năm 2007, doanh số 767 lại tăng trưởng khi UPS và DHL Aviation đặt thêm tổng cộng 33 chiếc 767-300F. Việc các khách hàng quan tâm nhiều đến mẫu máy bay chở hàng khiến Boeing cân nhắc nâng cấp tổng trọng lượng chuyên chở cho mẫu 767-200 và 767-300F, nới rộng cánh trên mẫu 767-400ER, và sử dụng cơ cấu bay như của mẫu 777. Tuy nhiên, số đơn đặt hàng 767 giảm từ 24 chiếc vào năm 2008 xuống còn chỉ 3 vào năm 2010. Cũng trong giai đoạn này, các hãng hàng không bắt đầu nâng cấp các máy bay đang hoạt động; vào năm 2008, American Airlines nâng cấp dàn 767-300ER của hãng, gắn thêm cánh lượn (tiếng Anh: blended winglets) từ công ty Aviation Partners Incorporated. Những chiếc cánh lượn này cao 3,35 m, giúp giảm tiêu hao khoảng 6,5% nhiêu liệu. Các hãng hàng không khác gồm có All Nippon Airways và Delta Air Lines cũng đặt mua những chiếc cánh lượn này.
Vào ngày 2 tháng 2 năm 2011, chiếc 767 thứ 1.000 xuất xưởng. Chiếc máy bay này thuộc về hãng All Nippon Airways và là chiếc 767-300ER thứ 91 trong đội bay của hãng. Boeing 767 trở thành dòng máy bay thứ hai đạt mốc sản xuất hơn 1.000 chiếc, sau mẫu 747. Đây cũng là chiếc 767 cuối cùng được sản xuất trên dây chuyền sản xuất máy bay 767 cũ. Bắt đầu từ chiếc thứ 1.001, mẫu 767 được sản xuất tại một khu vực khác của nhà máy Everett; khu vực này chỉ chiếm gần nửa diện tích so với trước đó. Việc này cho phép mở rộng sản xuất mẫu 787 và hướng đến gia tăng hơn 20% năng suất.
Tại thời điểm dây chuyền mới được đưa vào hoạt động, số đơn hàng 767 chỉ còn vỏn vẹn khoảng 50 chiếc, và chỉ đủ để kéo dài việc sản xuất đến năm 2013. Mặc dù số đơn hàng hạn chế, các quan chức Boeing vẫn lạc quan rằng sẽ còn nhiều đơn đặt hàng bổ sung. Vào ngày 24 tháng 2 năm 2011, Không quân Hoa Kỳ thông báo chọn mẫu máy bay tiếp nhiên liệu KC-767 Advanced Tanker, phiên bản nâng cấp của KC-767, để thay thế cho dàn máy bay KC-X. Lựa chọn này được đưa ra sau hai vòng tranh đua giữa Boeing và công ty mẹ của Airbus là EADS, 8 năm sau khi Không quân Hoa Kỳ thông báo ý định thuê máy bay KC-767 vào năm 2003. Đơn đặt hàng này gồm 179 chiếc và sẽ đảm bảo mẫu 767 tiếp tục được sản xuất sau năm 2013.
Tháng 12 năm 2011, FedEx Express thông báo hãng sẽ đặt 27 chiếc 767-300F để thay thế dàn máy bay DC-10 chở hàng; hãng nêu các yếu tố góp phần vào quyết định này là đơn hàng của Không quân Hoa Kỳ và quyết định tiếp tục sản xuất mẫu 767 của Boeing. FedEx Express tiếp tục thông báo đơn hàng 19 chiếc kiểu -300F vào tháng 6 năm 2012. Tháng 6 năm 2015, FedEx cho biết hãng đang thúc đẩy việc cho các máy bay cũ ngừng hoạt động, vừa để phản ánh nhu cầu vận tải vừa để hiện đại hóa đội bay của mình. Ngày 21 tháng 7 năm 2015, FedEx đặt đơn hàng 767 lớn nhất với 50 chiếc 767-300F và gợi ý sẽ tiếp tục mua 50 chiếc nữa. FedEx nói hãng đã đặt 106 chiếc 767 chở hàng, dự kiến giao hàng từ 2018 đến 2023.

## Thiết kế

### Tổng quan

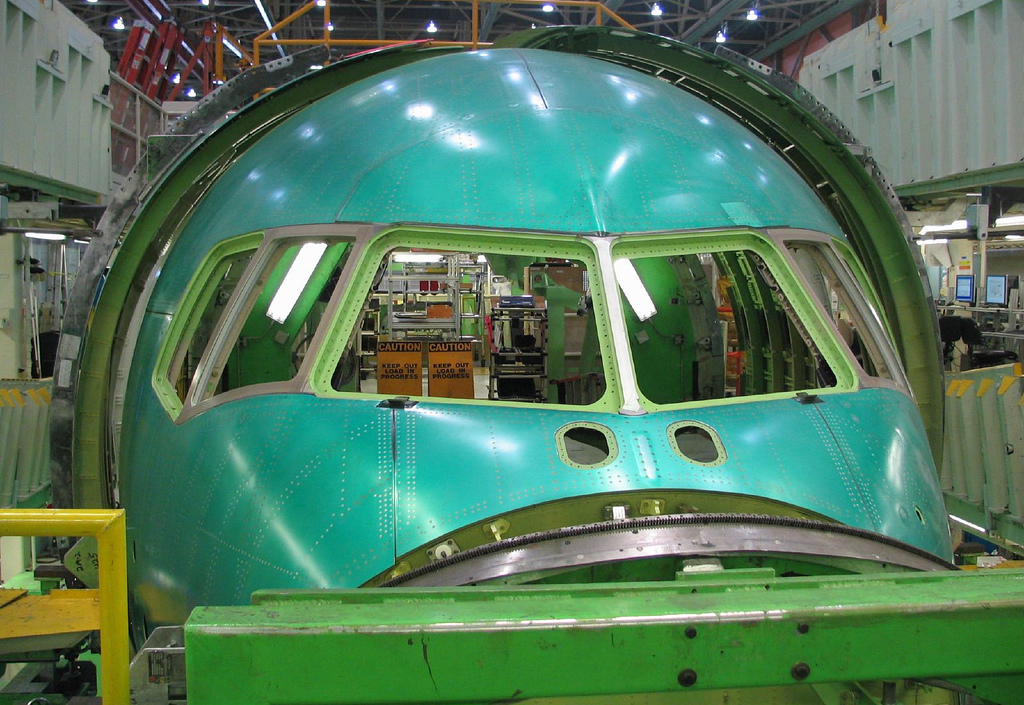
Phần mũi chiếc Boeing 767 đang được lắp ráp

Boeing 767 thuộc kiểu máy bay cánh đơn treo tự do, cánh thấp. Cánh có góc xuôi sau 31,5° tối ưu khi bay ở tốc độ hành trình Mach 0,8 (858 km/h). Cánh máy bay có thiết kế siêu tới hạn, mang theo các cánh cản ở mép trước (slats), cánh tà ở mép sau (flaps), cánh liệng trong và ngoài (ailerons), cánh lưng trong và ngoài (spoilers). Khung máy bay sử dụng hợp kim nhôm cải tiến, có bộ cánh làm từ vật liệu composite polymer gia cố sợi carbon, và cửa máy bay và các thành phần làm thon làm từ Kevlar. Tổng trọng lượng máy bay nhờ đó nhẹ hơn 860 kg so với các máy bay đời trước.
Để phân bố đều sức nặng của chiếc máy bay, hãng Boeing sử dụng bộ ba bánh đáp có bốn bánh xe trên bánh đáp chính và hai bánh xe trên bánh đáp mũi. Thiết kế cánh và bánh đáp nguyên thủy đã đáp ứng tốt cả cho mẫu kéo dài là 767-300 mà không cần phải thay đổi quá nhiều. Tuy nhiên, mẫu 767-400ER đòi hỏi phải có bộ bánh đáp lớn hơn và các bánh chính cũng phải phân bố xa nhau hơn, như trên chiếc 777. Để phòng ngừa hư hại có thể xảy ra khi phần đuôi máy bay va chạm với đường băng lúc cất cánh, mẫu 767-300 và 767-400ER được trang bị thêm chống hậu (tailskid) có thể bật ra/thu vào. Mẫu 767 có các cửa ra ở phía đầu và đuôi máy bay, về phía bên trái.
Boeing 767 sử dụng bộ nguồn phụ trợ (APU), hệ thống điện, các bộ phận thủy lực, cơ cấu bay và công nghệ máy tính tương tự như Boeing 757. Sàn buồng lái hai chiếc máy bay có độ cao tương đương và khung cửa sổ có thiết kế tương tự, nhờ đó các phi công có cùng một góc nhìn khi nhìn từ buồng lái của hai chiếc máy bay. Đồng thời nhờ có thiết kế và tính năng tương tự nhau nên các phi công 767 có thể dễ dàng được cấp phép để lái mẫu 757.

### Hệ thống bay

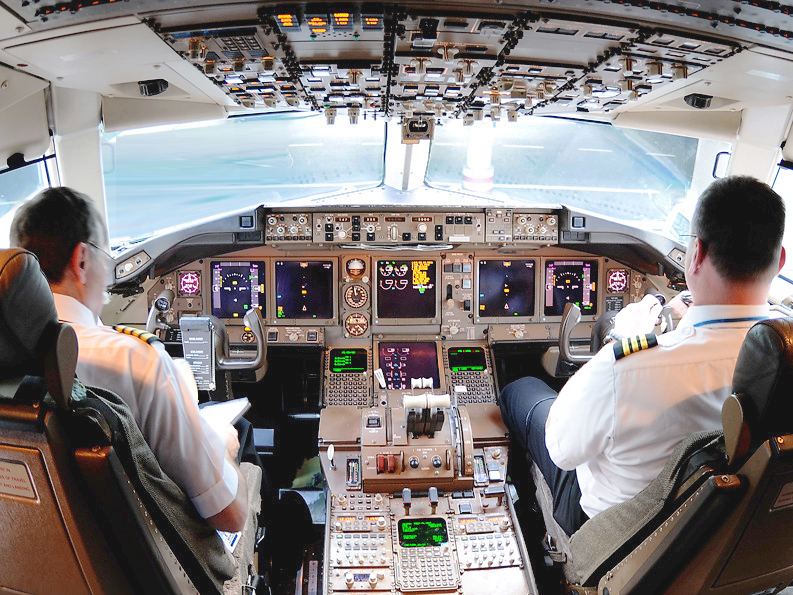
Buồng lái chiếc 767-400ER đã được nâng cấp, sử dụng các màn hình LCD thay cho màn hình CRT.

Buồng lái Boeing 767 ban đầu sử dụng sáu màn hình ống tia âm cực (CRT) của Rockwell Collins để hiển thị hệ thống khí cụ bay điện tử (EFIS) và hệ thống chỉ báo động cơ và cảnh báo phi hành đoàn (EICAS), giúp các phi công thực hiện các tác vụ giám sát mà trước đây do cơ phó thứ hai đảm trách. Các màn hình CRT này thay thế cho các công cụ bằng cơ điện đã có mặt trên những loại máy bay đời trước. Hệ thống quản lý bay tiên tiến được cải tiến từ phiên bản sử dụng trên những chiếc 747 đời đầu có thể dẫn đường bay một cách tự động và thực hiện nhiều chức năng khác, và hệ thống hạ cánh tự động có thể sử dụng các khí cụ hạ cánh (ILS tiêu chuẩn CAT IIIb) để thực hiện quá trình hạ cánh trong điều kiện tầm nhìn hạn chế. Vào năm 1984, Boeing 767 trở thành mẫu máy bay đầu tiên được Cục Hàng không Liên bang phê chuẩn CAT IIIb cho quá trình hạ cánh với tầm nhìn tối thiểu 300 m. Trên mẫu 767-400ER, buồng lái được tối giản thêm nữa với sáu màn hình tinh thể lỏng (LCD) của Rockwell Collins, có thiết kế tương tự với buồng lái mẫu 777 và 737 Next Generation. Để đảm bảo tính tương thích, có thể lập trình để các màn hình LCD này hiển thị thông tin tương tự như trên các mẫu 767 đời trước. Vào năm 2012, Boeing và Rockwell Collins tiếp tục ra mắt kiểu buồng lái 767 như trên mẫu 787, với ba màn hình LCD ngang có thể hiển thị hai cửa sổ trên mỗi màn hình.
Boeing 767 được trang bị ba hệ thống thủy lực để điều khiển các cánh lái, bánh đáp và các thiết bị khác. Mỗi động cơ cấp nguồn cho một hệ thống thủy lực riêng biệt, và hệ thống thứ ba sử dụng các máy bơm điện. Người ta còn lắp đặt cho Boeing 767 các tuốc bin khí nén (RAT) để cấp điện cho hệ thống điều khiển cơ bản trong các tình huống khẩn cấp. Cơ cấu điều khiển cánh lưng được áp dụng hệ thống kiểm soát bay fly-by-wire đời đầu, sử dụng tín hiệu điện thay cho hệ thống cáp điều khiển truyền thống. Hệ thống fly-by-wire giúp giảm trọng lượng máy bay và cho phép điều khiển riêng biệt từng chiếc cánh lưng.

### Nội thất
Cabin máy bay 767 rộng rãi cho phép lắp đặt hai lối đi trong cấu hình tiêu chuẩn sáu ghế mỗi hàng với hạng thương gia và bảy ghế mỗi hàng với hạng phổ thông. Cấu hình bảy ghế mỗi hàng theo sơ đồ 2–3–2 đặt khoảng 87% tổng số ghế ngồi cạnh cửa sổ hoặc cạnh lối đi. Vì thế, các hành khách chỉ cách lối đi tối đa một ghế. Có thể lắp đặt cấu hình tám ghế mỗi hàng, tuy nhiên như vậy sẽ khiến cabin trở nên chật chội vì thế nó ít được áp dụng.

Mẫu 767 có chỗ để hành lý rộng hơn và có nhiều nhà vệ sinh trên số khách hơn những loại máy bay trước đó. Chỗ để hành lý rộng rãi và chắc chắn hơn, nhờ đó các hành khách không cần phải xếp gọn hành lý như trước, cũng như có thể để được hành lý xách tay nặng hơn trước. Phía đuôi máy bay là nhà bếp lớn, phục vụ được nhiều bữa ăn hơn và yêu cầu tiếp tế tại các sân bay cũng đơn giản hơn. Cửa máy bay trượt lên phía trên, và những cánh cửa thường xuyên đóng/mở thường được trợ lực bằng điện.

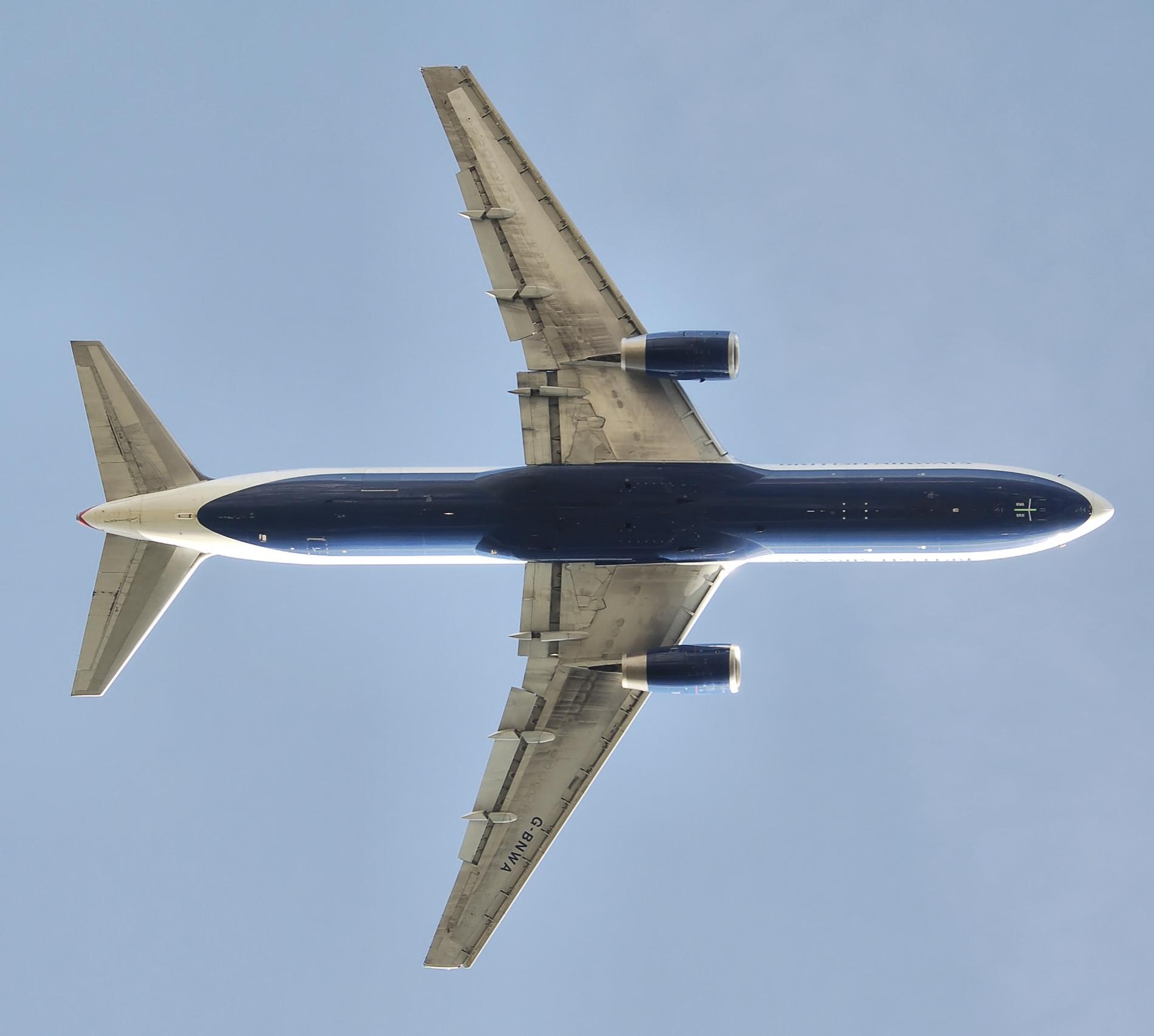
Chiếc 767-300ER của British Airways 767-300ER bật cánh tà sau khi cất cánh

Vào năm 2000, kiểu nội thất theo phong cách Boeing 777, còn gọi là Boeing Signature Interior, được áp dụng cho mẫu 767-400ER. Nội thất Signature Interior xuất hiện trên những chiếc 767 mới, bao gồm chỗ để hành lý lớn, trần cong và hệ thống chiếu sáng gián tiếp. Chiếc 767-400ER cũng sử dụng loại cửa sổ lớn như trên chiếc 777. Những chiếc 767 cũ hơn cũng có tùy chọn nâng cấp lên nội thất Signature Interior. Một số hãng hàng không chọn áp dụng phiên bản cải biến đơn giản hơn gọi là Enhanced Interior, chỉ gồm trần cong và hệ thống chiếu sáng gián tiếp cũng như những chỉnh sửa nhỏ khác lên cấu trúc cabin máy bay, hoặc những bản cải biến của bên thứ ba như gói NuLook 767 của Heath Tecna.

## Các phiên bản
Dòng máy bay 767 có ba phiên bản chiều dài khác nhau. Các phiên bản theo thứ tự từ ngắn nhất đến dài nhất là 767-200, 767-300, và 767-400ER. Các phiên bản tầm bay xa gồm có 767-200ER và 767-300ER, phiên bản chở hàng gồm có mẫu 767-300F và những chiếc 767-200 và 767-300 được hoán cải để chuyên chở hàng hóa.
Khi gọi tên những phiên bản khác nhau, Boeing và các hãng hàng không thường rút gọn tên dòng máy bay (767) và tên phiên bản (ví dụ -200 hay -300) thành dạng ngắn gọn (ví dụ "762" hay "763"). Phía sau chỉ số sức chứa có thể có hoặc không có ký hiệu tầm bay. Hệ thống định danh chủng loại máy bay của Tổ chức Hàng không Dân dụng Quốc tế (ICAO) cũng có cách gọi tên tương tự, chỉ thêm một chữ cái vào phía trước để xác định nhà sản xuất của máy bay; theo đó tất cả các mẫu 767-200 và 767-300 được gọi chung là "B762" và "B763" theo thứ tự, và mẫu 767-400ER được gọi là "B764."

### 767-200

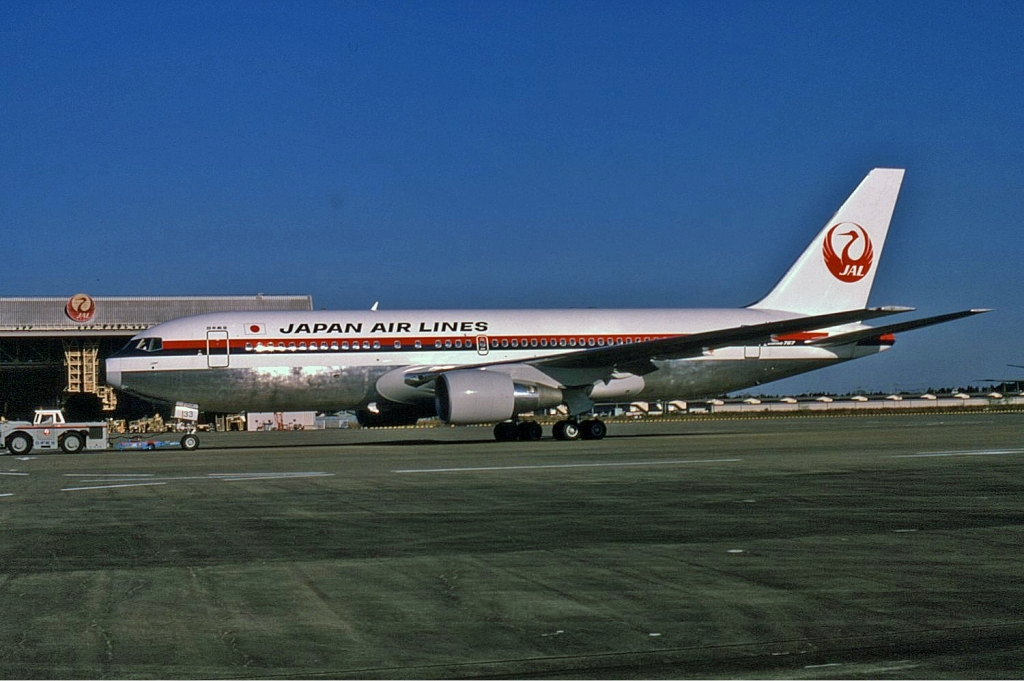
767-200 của Japan airlines

Boeing 767-200 là mẫu máy bay đầu tiên trong dòng 767, được United Airlines đưa vào khai thác đầu tiên vào năm 1982. Loại máy bay này chủ yếu được các hãng hàng không Hoa Kỳ sử dụng trên các đường bay quốc nội giữa các thành phố lớn như từ Los Angeles đến Washington. Vào ngày 1 tháng 2 năm 1985, chiếc 767-200 của Trans World Airlines trở thành chiếc máy bay đầu tiên bay ETOPS vượt qua Đại Tây Dương, theo quy định phạm vi 90 phút. Có tổng cộng 128 chiếc loại này được đặt và giao hàng. Tính đến tháng 7 năm 2016, có 44 chiếc chở khách và chở hàng (hoán cải) vẫn đang hoạt động. Mẫu này cạnh tranh với chiếc Airbus A300 và A310.
Mẫu 767-200 bị dừng sản xuất vào cuối thập niên 1980 khi mẫu tầm bay xa là 767-200ER ra mắt và thay thế nó. Một số chiếc 767-200 được nâng cấp lên để đáp ứng các tiêu chí về tầm bay xa. Năm 1998, Boeing đưa ra đề nghị chuyển đổi chiếc 767-200 thành phiên bản chở hàng 767-200SF (Special Freighter), và ủy quyền cho Israel Aerospace Industries thực hiện việc chuyển đổi này từ năm 2005. Việc chuyển đổi gồm có lắp đặt cửa chất dỡ hàng, gia cố sàn khoang chính và lắp đặt các thiết bị giám sát tải trọng. Chiếc 767-200SF được coi như là bản thay thế cho mẫu máy bay chở hàng Douglas DC-8.

### 767-2C
Boeing 767-2C là chiếc máy bay vận chuyển hàng hóa thương mại dựa trên mẫu 767-200 với thiết kế cánh của mẫu -300 và buồng lái được nâng cấp. Theo hợp đồng ký kết với Không quân Hoa Kỳ năm 2011, Boeing lắp ráp bốn chiếc máy bay thử nghiệm – hai chiếc 767-2C và hai chiếc KC-46 – mẫu máy bay tiếp nhiên liệu trên không dựa trên chiếc 767-2C. Ngày 29 tháng 12 năm 2014, chiếc 767-2C đầu tiên trong chương trình KC-46 của Không quân Hoa Kỳ đã cất cánh lần đầu tiên. Chiếc 767-2C thứ hai hoàn thành chuyến bay đầu tiên vào ngày 25 tháng 4 năm 2016. Tính đến tháng 2 năm 2017, Không quân Hoa Kỳ đã đặt mua 38 chiếc KC-46 trong tổng số 179 chiếc đơn vị này dự định sẽ mua trong tương lai.

### 767-200ER

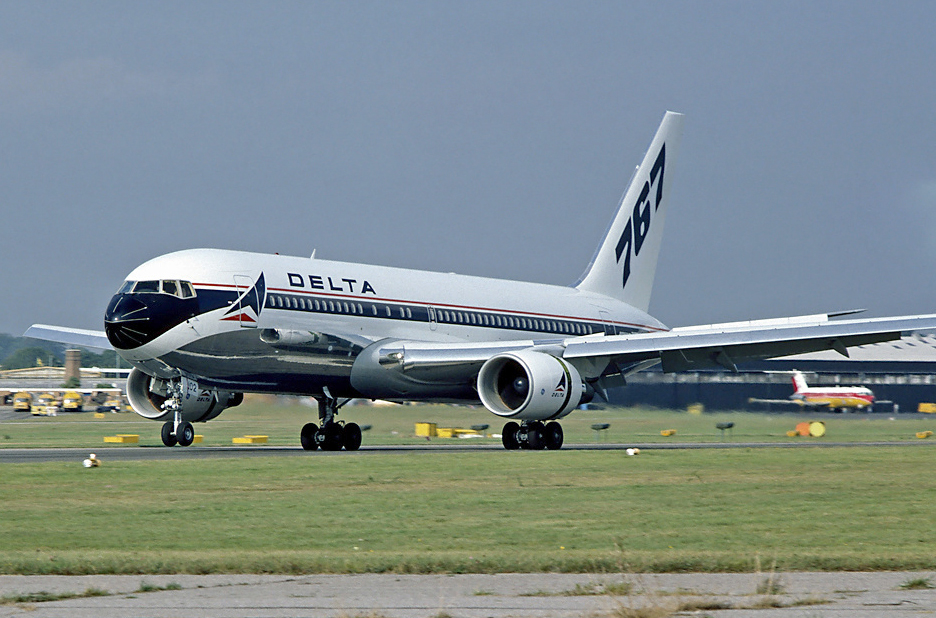
Máy bay 767-232 của delta airlines hạ cánh

767-200ER là mẫu máy bay tầm xa dựa trên mẫu -200 và được khai thác đầu tiên bởi hãng El Al vào năm 1984. Nhờ vào bể nhiên liệu trung tâm mới được bổ sung và trọng lượng cất cánh tối đa lớn hơn, đến 179.169 kg, chiếc máy bay có thể bay được xa hơn. Ban đầu mẫu máy bay được chào bán có động cơ tương tự như trên chiếc 767-200; sau này có thêm các động cơ mạnh mẽ hơn là Pratt & Whitney PW4000 và General Electric CF6. 767-200ER là mẫu đầu tiên trong dòng 767 hoàn thành một chuyến bay thẳng vượt Đại Tây Dương, và lập kỷ lục về quãng đường bay thực hiện bởi một chiếc máy bay phản lực hai động cơ vào ngày 17 tháng 4 năm 1988, trên chuyến bay của hãng Air Mauritius từ Halifax, Nova Scotia đến Port Louis, Mauritius, một quãng đường dài 16.200 km. Các hãng hàng không quốc tế sau đó tìm mua mẫu 767-200ER bởi họ cần một chiếc máy bay thân rộng nhỏ hơn để thực hiện các chuyến bay đường dài, ví dụ như từ New York đến Bắc Kinh. Tổng cộng có 121 lượt đặt và giao hàng cho mẫu này. Tính đến tháng 7 năm 2016, có 32 chiếc máy bay loại này, cả chở hàng và chở khách, đang hoạt động thương mại. Thời điểm ra mắt, mẫu máy bay này cạnh tranh trực tiếp với chiếc Airbus A300-600R và A310-300.

### 767-300
Boeing 767-300 là mẫu 767 thân dài đầu tiên, được đưa vào khai thác kể từ năm 1986. Mẫu 767-300 có chiều dài 54,9 m, dài hơn 6,43 m so với mẫu 767-200 nhờ kéo dài phần thân ngay trước và ngay sau cánh máy bay. Nhờ thiết kế chiếc 767 ban đầu có tiềm năng nâng cấp, người ta giữ lại động cơ, cánh và hầu hết các hệ thống trên mẫu -200 để áp dụng cho mẫu -300. Các thay đổi gồm có việc lắp đặt thêm một cánh cửa ra vào ở giữa máy bay, phía trước cánh bên trái. Sau này, các động cơ Pratt & Whitney PW4000 và Rolls-Royce RB211 ra mắt, mạnh mẽ hơn các động cơ trước đó. Khả năng chuyên chở lớn hơn của mẫu 767-300 được tận dụng trên các đường bay đông khách nối liền châu Á và châu Âu. Boeing đã giao 104 chiếc 767-300 và tính đến tháng 7 năm 2016, có 54 chiếc vẫn đang hoạt động. Mẫu này cạnh tranh với chiếc Airbus A300.

### 767-300ER

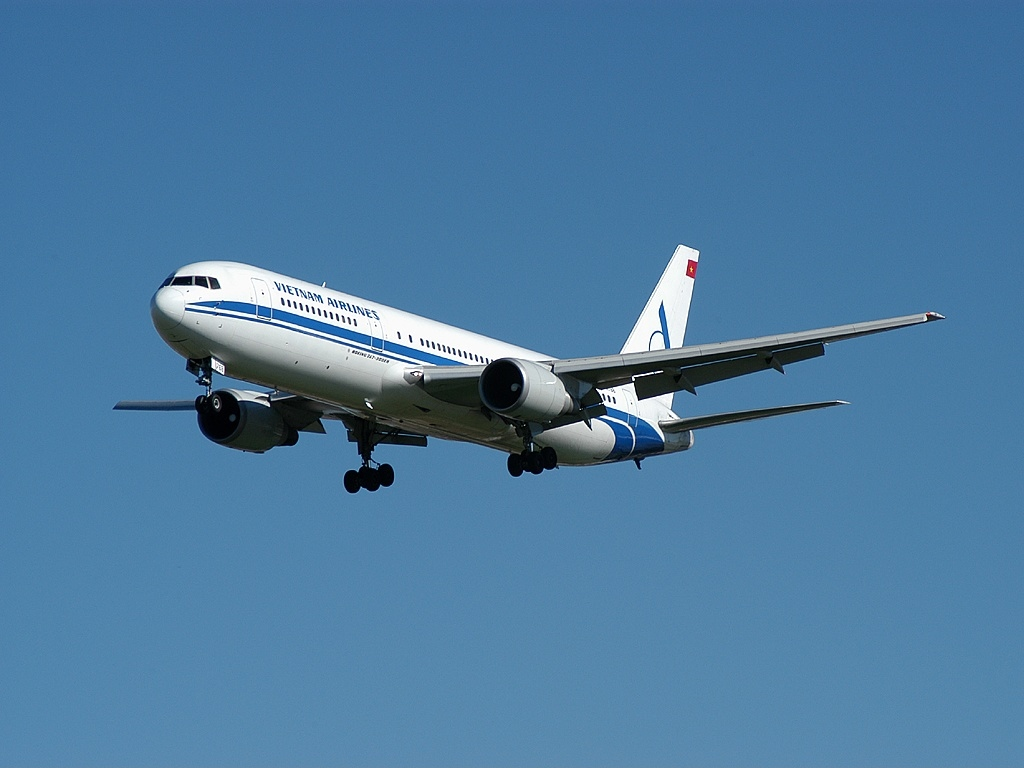
Chiếc 767-300ER của Vietnam airlines hạ cánh

767-300ER là mẫu tầm bay xa của chiếc 767-300, thực hiện chuyến bay thương mại đầu tiên với hãng American Airlines vào năm 1988. Nó có thể bay được xa hơn nhờ có sức chứa nhiên liệu lớn hơn và trọng lượng cất cánh tối đa cao hơn – 184.612 kg. Các cải tiến trong thiết kế cho phép đưa con số này lên 186.880 kg vào năm 1993. Mẫu máy bay sử dụng một trong các loại động cơ Pratt & Whitney PW4000, General Electric CF6 hoặc Rolls-Royce RB211, chủ yếu thực hiện các đường bay dài như từ Los Angeles đến Frankfurt. Sự kết hợp giữa sức chứa lớn và tầm bay xa khiến mẫu 767-300ER trở nên hấp dẫn đối với các hãng hàng không. Nhờ đó -300ER trở thành mẫu máy bay 767 thành công nhất, với doanh số cao hơn tất cả các phiên bản khác gộp lại. Tính đến tháng 2 năm 2017, Boeing đã giao 583 chiếc 767-300ER. Vào tháng 7 năm 2016, có 441 chiếc trong số đó đang hoạt động. Mẫu 767-300ER cạnh tranh trực tiếp với Airbus A330-200.

### 767-300F
Mẫu 767-300F là phiên bản chở hàng dựa trên mẫu 767-300ER, được khai thác bởi các hãng vận chuyển hàng hóa mà mở đầu là UPS Airlines vào năm 1995. Boeing 767-300F có thể chứa được 24 pallet tiêu chuẩn (220 cm × 320 cm) ở khoang chính và 30 thùng hàng LD2 ở khoang chở hàng, với tổng dung tích hàng hóa 438 m³. Chiếc máy bay có một cửa ở khoang chính cho các phi công, hai cửa bên trái và một cửa bên phải sử dụng để chất dỡ hàng ở khoang hàng hóa. Boeing đã giao một chiếc -300F phiên bản thị trường cho Asiana Airlines vào ngày 23 tháng 8 năm 1996; mẫu này được trang bị hệ thống quản lý hàng hóa với tùy chọn lắp đặt hệ thống làm lạnh và các trang thiết bị dành cho phi hành đoàn. Tính đến tháng 2 năm 2017, hãng đã giao 123 chiếc 767-300F và đang lắp đặt 69 chiếc. Đến tháng 7 năm 2016, có 134 chiếc cả phiên bản hàng hóa lẫn hoán cải từ bản chở khách đang hoạt động.
Tháng 6 năm 2008, All Nippon Airways nhận được chiếc 767-300BCF (Boeing Converted Freighter) đầu tiên. Đây là bản hoán cải từ chiếc 767 phiên bản chở khách. Việc chuyển đổi này được thực hiện lần đầu tiên bởi ST Aerospace Services tại Singapore, bao gồm việc lắp đặt thêm cửa hàng hóa trên khoang chính, gia cố sàn khoang chính và bổ sung các thiết bị giám sát hàng hóa và độ an toàn. Kể từ đó, Boeing, Israel Aerospace Industries và Wagner Aeronautical cũng bắt đầu thực hiện chương trình chuyển đổi này cho các máy bay trong dòng 767-300.

### 767-400ER

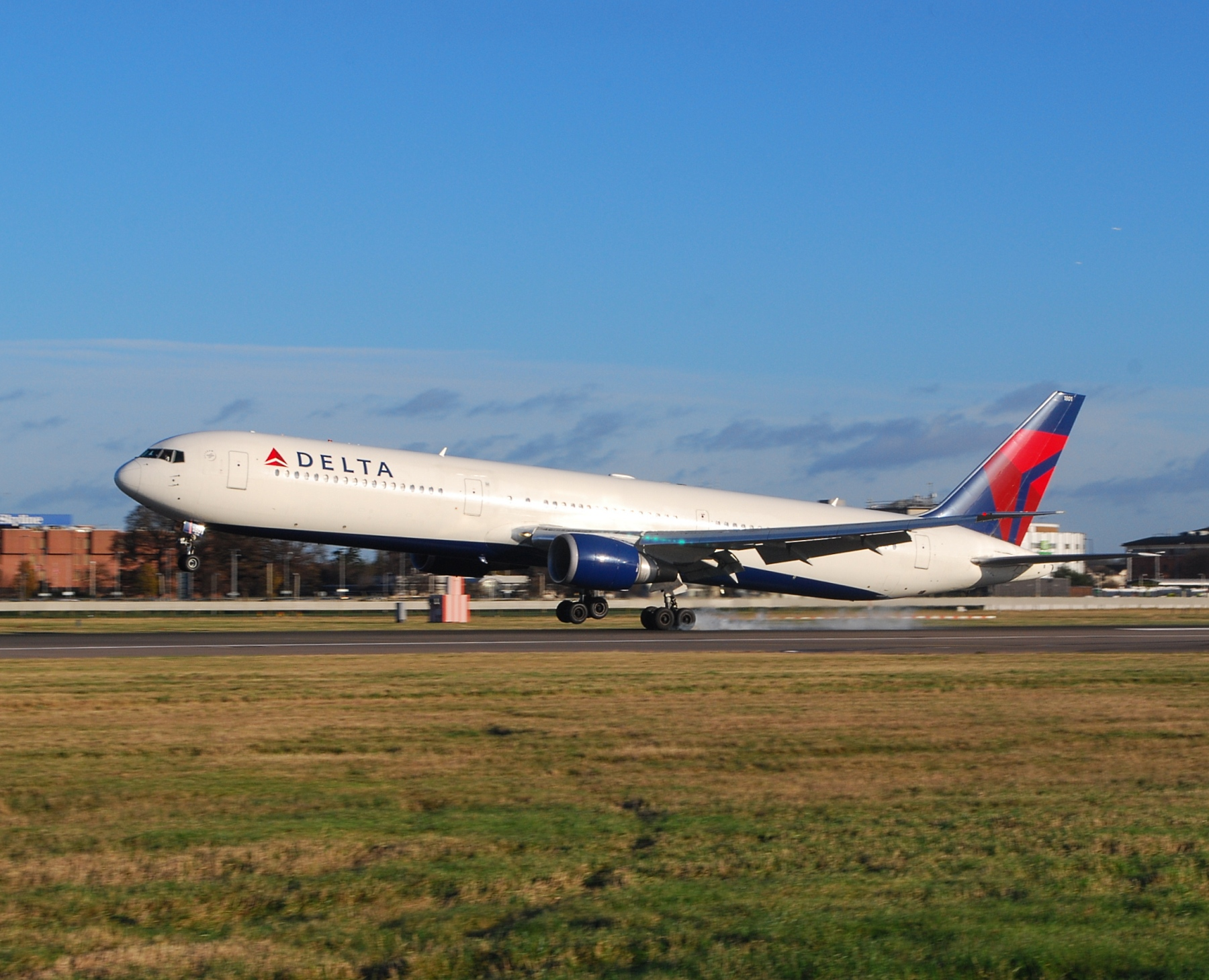
Chiếc 767-400ER của Delta airlines hạ cánh xuống heathrow airport

Boeing 767-400ER là mẫu máy bay đầu tiên của hãng được nâng cấp chiều dài đến hai lần, bước vào hoạt động thương mại lần đầu vào năm 2000 với hãng Continental Airlines. Nó có chiều dài 61,3 m, dài hơn 6,43 m so với mẫu -300. Cánh máy bay rộng hơn 4,36 m nhờ thêm vào các cánh gập (raked wingtips). Ngoài ra, buồng lái máy bay cũng được cải tiến, bánh đáp được thiết kế lại, và khoang máy bay được nâng cấp theo phong cách Signature Interior. Cấp nguồn cho máy bay là các động cơ Pratt & Whitney PW4000 hoặc General Electric CF6 đời mới.
Cục Hàng không Liên bang phê chuẩn cho mẫu 767-400ER bay ETOPS 180 phút thậm chí trước khi nó đi vào hoạt động. Bởi sức chứa nhiên liệu không thay đổi so với mẫu trước, mẫu 767-400ER có tầm bay 10.418 km, thấp hơn các mẫu tầm bay xa trước đó. Khoảng cách này bằng khoảng cách từ Thâm Quyến đến Seattle. Boeing không phát triển mẫu 767-400, và mẫu tầm xa hơn nữa là 767-400ERX được chào bán vào năm 2000 nhưng bị hủy bỏ một năm sau đó, khiến cho mẫu 767-400ER là phiên bản duy nhất của mẫu 767 lớn nhất. Kể từ năm 2014, Boeing không còn để mẫu 767-400ER và mẫu -200ER trong bảng giá. Tổng cộng có 37 chiếc máy bay được giao cho hai hãng khách hàng là Continental Airlines (đã sáp nhập với United Airlines) và Delta Air Lines. Tất cả những chiếc máy bay này đều vẫn hoạt động tính đến tháng 7 năm 2016. Một chiếc khác được sử dụng với vai trò là mẫu thử quân sự và sau này trở thành phương tiện vận chuyển VIP. Mẫu này cạnh tranh với chiếc Airbus A330-200.

### Quân sự
Boeing 767 còn phục vụ trong quân sự và chính phủ, với vai trò từ giám sát trên không, tiếp nhiên liệu và vận tải chiến lược cho đến vận chuyển VIP. Những chiếc 767 sử dụng trong quân sự thường dựa trên phiên bản bay xa nhất là mẫu 767-200ER.
- Airborne Surveillance Testbed – ban đầu lấy tên Airborne Optical Adjunct (AOA) là chiếc máy bay được chỉnh sửa từ nguyên mẫu 767-200 cho Quân đội Hoa Kỳ, theo hợp đồng với Bộ Tư lệnh Không quân Chiến lược vào tháng 7 năm 1984.[148] Chiếc đầu tiên cất cánh vào ngày 21 tháng 8 năm 1987, được sử dụng để đánh giá tính hiệu quả khi sử dụng các cảm biến quang học trên không để phát hiện và theo dõi các tên lửa liên lục địa thù địch.[149] Các chỉnh sửa gồm có việc thêm vào một phần gù chạy từ mũi máy bay đến cạnh sau cánh máy bay[148] và một cặp cánh bụng ở thân sau máy bay.[149] Bên trong phần gù là hệ thống dò tìm hồng ngoại có khả năng theo dõi tên lửa đạn đạo.[150] Sau này chiếc máy bay được đổi tên thành Airborne Surveillance Testbed hay AST (Máy bay thử nghiệm giám sát trên không).[151] Khi chương trình AST kết thúc vào năm 2002, chiếc máy bay được cho nghỉ hưu và tháo dỡ.[152]

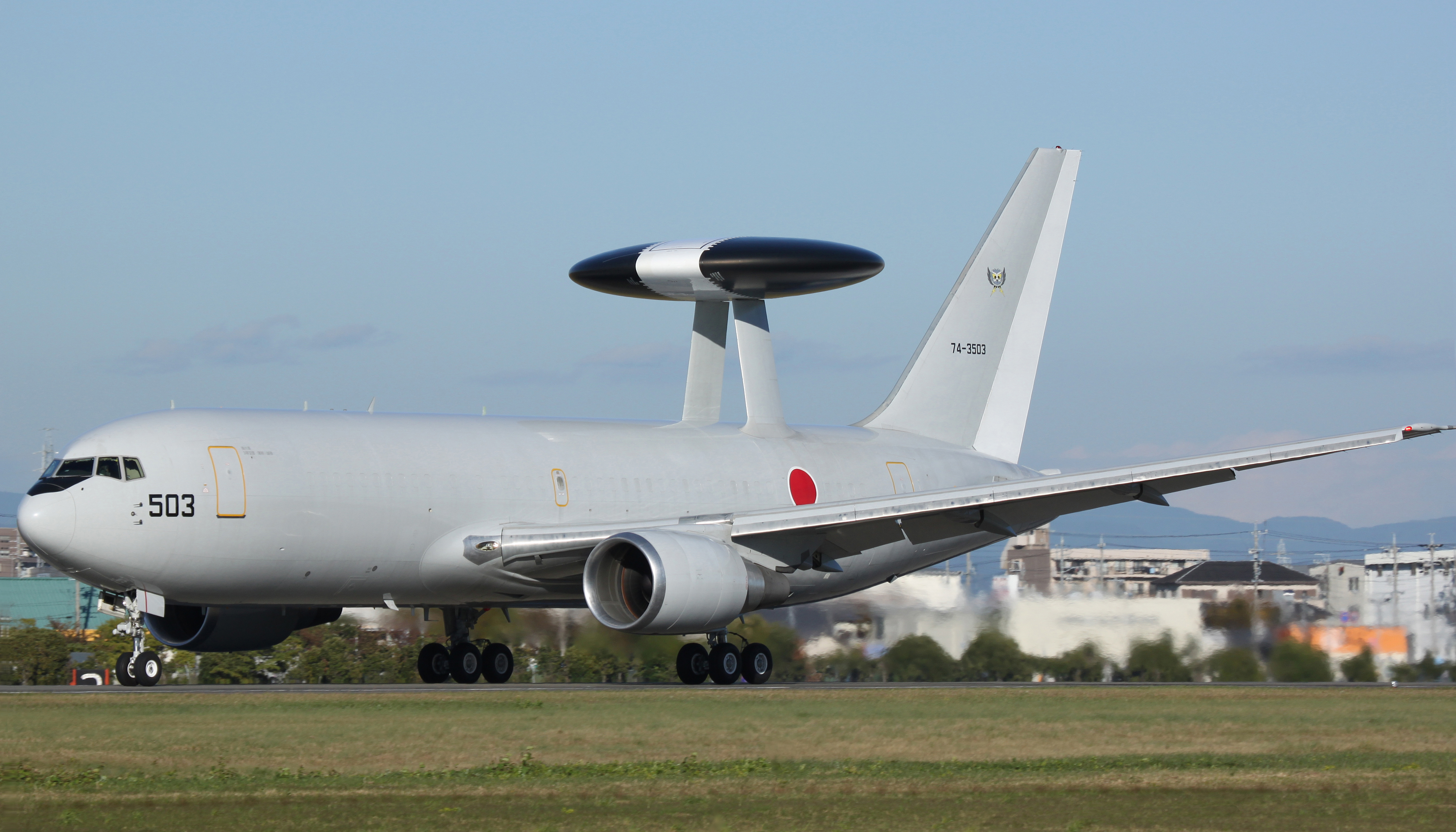
Máy bay E-767 của Lực lượng Phòng vệ Nhật Bản

- E-767 – dòng máy bay chỉ huy và cảnh báo trên không của Lực lượng phòng vệ Nhật Bản; nó giống như hệ thống trang thiết bị của chiếc Boeing E-3 Sentry trên một chiếc 767-200ER.[59] Những chỉnh sửa trên chiếc 767-200ER được thực hiện tại Boeing Integrated Defense Systems tại Wichita, Kansas, bao gồm gia cố cấu trúc để lắp đặt thêm một hệ thống radar giám sát trên lưng, sửa đổi khung động cơ, các thành phần điện tử và nội thất khác.[61] Nhật Bản đang sử dụng bốn chiếc E-767, chiếc đầu tiên được giao vào tháng 3 năm 1998.[60]
- KC-767 Advanced Tanker – dòng máy bay vận chuyển và tiếp nhiên liệu dựa trên mẫu 767-200ER cho cuộc thi máy bay KC-X của Không quân Hoa Kỳ.[71] Mẫu máy bay này là phiên bản nâng cấp của KC-767, ban đầu được chọn làm mẫu máy bay nhiên liệu mới của Không quân Hoa Kỳ năm 2003, lấy tên là KC-767A,[153] nhưng sau đó bị hủy bỏ do các cáo buộc xung đột lợi ích.[71] Chiếc KC-767 Advanced Tanker dựa trên các nghiên cứu và sửa đổi trên chiếc 767-200ER phiên bản chở hàng,[147][154] được trang bị vòi tiếp nhiên liệu điều khiển fly-by-wire, hệ thống tiếp nhiên liệu góc nhìn máy tính và buồng lái màn hình LCD như trên mẫu 767-400ER.[91] Vào tháng 2 năm 2011, Boeing nhận được hợp đồng KC-X để lắp ráp các máy bay tiếp nhiên liệu dựa trên dòng máy bay 767, gọi tên là KC-46A.[90]

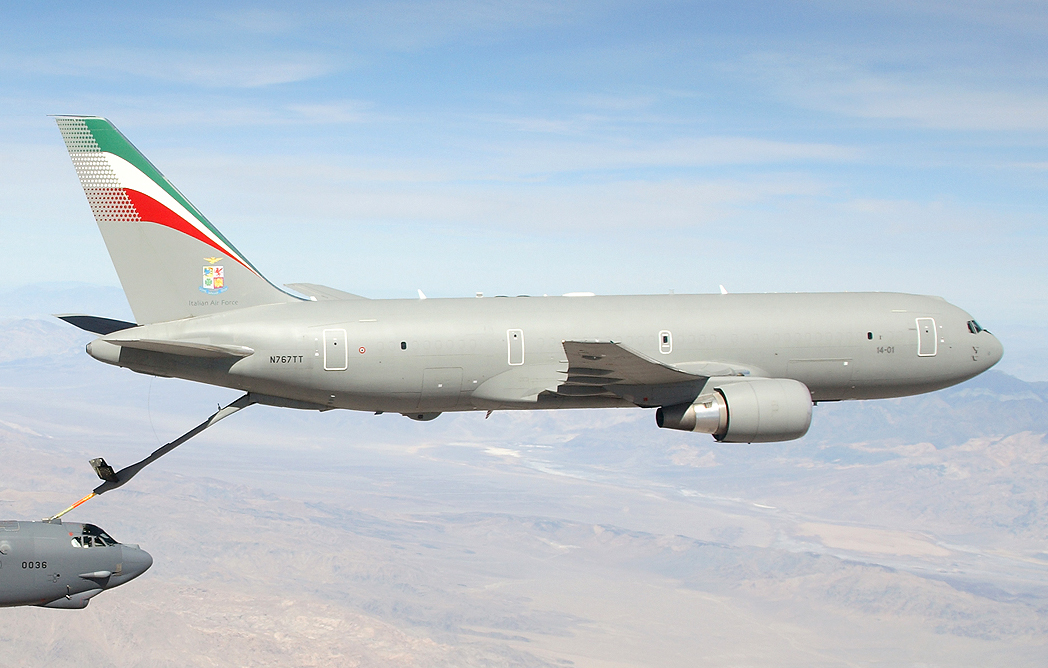
Chiếc KC-767A của Không quân Ý

- KC-767 Tanker Transport – dòng máy bay tiếp nhiên liệu dựa trên mẫu 767-200ER, sử dụng bởi Không quân Ý (Aeronautica Militare)[155] và Lực lượng Phòng vệ Nhật Bản.[73] Boeing Integrated Defense Systems đảm nhiệm việc chỉnh sửa này, gồm có thêm vào một vòi bơm điều khiển fly-by-wire, gia cố cánh tà, thêm các bể nhiên liệu phụ trợ, gia cố cấu trúc chung và chỉnh sửa cơ cấu bay.[69] Boeing đã giao toàn bộ KC-767J do Nhật Bản đặt hàng.[73] Trong khi đó, Aeronautica Militare nhận được chiếc KC-767A đầu tiên trong số bốn chiếc vào tháng 1 năm 2011.[156]
- Các bản chuyển đổi – dòng 767 MMTT hay Multi-Mission Tanker Transport (Máy bay vận tải và tiếp nhiên liệu đa dụng) dựa trên mẫu 767-200ER, được Israel Aerospace Industries chỉnh sửa và sử dụng bởi Không quân Columbia (Fuerza Aérea Colombiana).[157] Năm 2013, Không quân Brasil đặt hàng IAI hai chiếc 767-300ER chuyển đổi thành mẫu vận chuyển nhiên liệu cho chương trình KC-X2 của mình.[158]

### Các mẫu ngừng phát triển

#### 767-400ERX
Năm 2000, Boeing chào bán mẫu 767-400ERX, phiên bản tầm bay xa của -400ER. Mẫu máy bay được giới thiệu cùng thời điểm với mẫu 747X và sử dụng những động cơ tương tự như 747X – Engine Alliance GP7000 và Rolls-Royce Trent 600. Nhà sản xuất cho biết mẫu máy bay này có thể bay quãng đường dài 12.023 km. Thời điểm đó, hãng Kenya Airways đặt ba chiếc 767-400ERX để bổ sung vào đội máy bay 767 của mình, nhưng khi Boeing ngừng phát triển mẫu này vào năm 2001, hãng chuyển sang đặt mua mẫu 777-200ER.

#### E-10 MC2A
Northrop Grumman E-10 MC2A là dòng máy bay dựa trên mẫu 767-400ER, được dự tính sẽ thay thế cho dòng E-3 Sentry của Không quân Hoa Kỳ mang tên Northrop Grumman E-8 Joint STARS và dòng máy bay thu thập tín hiệu RC-135. Mẫu E-10 MC2A sẽ được trang bị một hệ thống chỉ huy và cảnh báo hoàn toàn mới, ăngten quét mảng pha điện tử chủ động (Active electronically scanned array – AESA) có khả năng làm tê liệt máy bay hoặc pháo kích của đối phương. Một chiếc 767-400ER được sử dụng để thử nghiệm tính tương thích hệ thống, tuy nhiên khi chương trình bị hủy bỏ vào tháng 1 năm 2009, nó được bán lại cho Bahrain và trở thành phương tiện vận chuyển VIP.

## Các hãng khai thác
Các hãng hàng không đặt nhiều 767 nhất là FedEx, Delta Air Lines, All Nippon Airways và United Airlines. Delta Air Lines là khách hàng lớn nhất, với 117 chiếc 767 đã nhận. Hãng này cũng là khách hàng duy nhất khai thác tất cả các phiên bản chở khách của chiếc 767 chỉ trừ mẫu 767-200ER. Chiếc Boeing 767 thứ 100 của hãng là một chiếc 767-400ER và đã được giao vào tháng 10 năm 2000. FedEx xác nhận hãng đã đặt hàng 50 chiếc phiên bản vận tải, dự kiến giao từ năm 2018 đến 2023. United Airlines là hãng hàng không duy nhất sử dụng tất cả các phiên bản của dòng 767 ER (762ER, 763ER và 764ER) tính đến tháng 11 năm 2012. Hãng vận tải sử dụng nhiều máy bay 767 nhất là UPS Airlines, với 59 chiếc trong đội bay tính đến tháng 2 năm 2017.
Tổng cộng có 742 chiếc máy bay (ở tất cả các phiên bản 767) đang hoạt động tính đến tháng 7 năm 2016, của các hãng Delta Air Lines (91), UPS Airlines (59), United Airlines (51), American Airlines (40), Japan Airlines (40), All Nippon Airways (37) và nhiều hãng khác.

### Đặt hàng và giao hàng

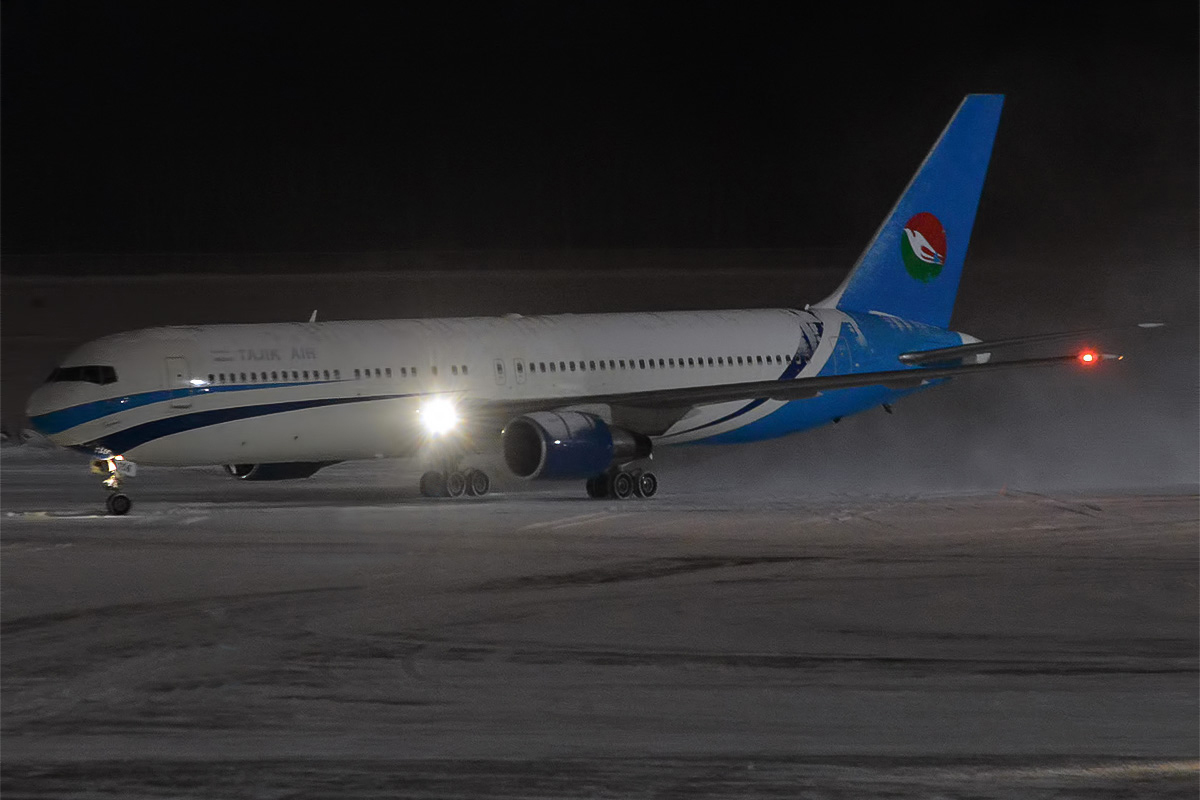
Máy bay 767-300 của Tajik Air tại sân bay Dushanbe năm 2017

| Năm       | Tổng  | 2021 | 2020 | 2019 | 2018 | 2017 | 2016 | 2015 | 2014 | 2013 | 2012 | 2011 | 2010 | 2009 | 2008 | 2007 | 2006 | 2005 | 2004 | 2003 | 2002 | 2001 |
| --------- | ----- | ---- | ---- | ---- | ---- | ---- | ---- | ---- | ---- | ---- | ---- | ---- | ---- | ---- | ---- | ---- | ---- | ---- | ---- | ---- | ---- | ---- |
| Đặt hàng  | 1.308 | 27   | 11   | 26   | 40   | 15   | 26   | 49   | 4    | 2    | 22   | 42   | 3    | 7    | 24   | 36   | 10   | 19   | 8    | 11   | 8    | 40   |
| Giao hàng | 1.215 | 9    | 30   | 43   | 27   | 10   | 13   | 16   | 6    | 21   | 26   | 20   | 12   | 13   | 10   | 12   | 12   | 10   | 9    | 24   | 35   | 40   |

| Năm       | 2000 | 1999 | 1998 | 1997 | 1996 | 1995 | 1994 | 1993 | 1992 | 1991 | 1990 | 1989 | 1988 | 1987 | 1986 | 1985 | 1984 | 1983 | 1982 | 1981 | 1980 | 1979 | 1978 |
| --------- | ---- | ---- | ---- | ---- | ---- | ---- | ---- | ---- | ---- | ---- | ---- | ---- | ---- | ---- | ---- | ---- | ---- | ---- | ---- | ---- | ---- | ---- | ---- |
| Đặt hàng  | 9    | 30   | 38   | 79   | 43   | 22   | 17   | 54   | 21   | 65   | 52   | 100  | 83   | 57   | 23   | 38   | 15   | 20   | 2    | 5    | 11   | 45   | 49   |
| Giao hàng | 44   | 44   | 48   | 42   | 43   | 37   | 41   | 51   | 63   | 62   | 60   | 37   | 53   | 37   | 27   | 25   | 29   | 55   | 20   | 0    | 0    | 0    | 0    |

- Máy bay 767-300 của Tajik Air tại sân bay Dushanbe năm 2017Dữ liệu đến tháng 5/2021 [1][84][168]

### Tổng quan các mẫu

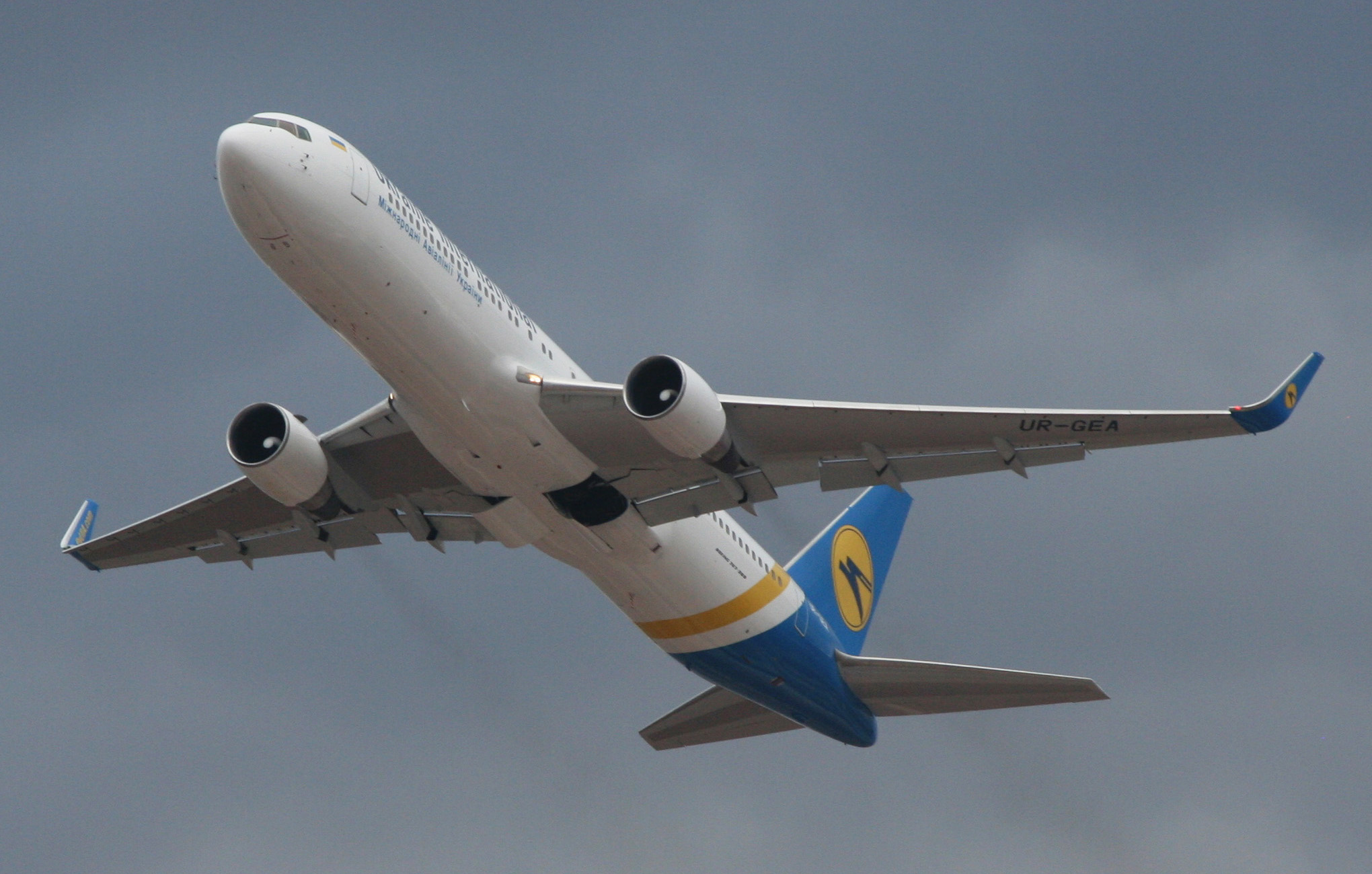
Máy bay 767-300ER của Ukraine International Airlines tại sân bay Ben Gurion

| Số hiệu phiên bản | Mã ICAO | Đặt hàng | Đã giao | Chưa giao |
| ----------------- | ------- | -------- | ------- | --------- |
| 767-200           | B762    | 128      | 128     | —         |
| 767-200ER         | B762    | 121      | 121     | —         |
| 767-2C (KC-46)    | B762    | 102      | 46      | 56        |
| 767-300           | B763    | 104      | 104     | —         |
| 767-300ER         | B763    | 583      | 583     | —         |
| 767-300F          | B763    | 232      | 195     | 37        |
| 767-400ER         | B764    | 38       | 38      | —         |
| Tổng              | Tổng    | 1.308    | 1.215   | 93        |

- Dữ liệu đến tháng 5/2021.[1]

## Tai nạn và sự cố đáng chú ý
Tính đến tháng 3 năm 2017, Boeing 767 đã có liên quan đến 48 sự cố hàng không, trong đó có 16 vụ tai nạn khiến thân máy bay hư hại hoàn toàn. Sáu vụ rơi máy bay trong đó có ba vụ không tặc đã khiến tổng cộng 851 người thiệt mạng. Chuyến bay 004 của Lauda Air là vụ tai nạn làm chết người đầu tiên, xảy ra gần Bangkok vào ngày 26 tháng 5 năm 1991, sau khi hệ thống thổi ngược (thrust reverser) trên động cơ bên trái chiếc 767-300ER bất chợt được kích hoạt trong khi máy bay đang bay, khiến 223 người tử vong; sau tai nạn tất cả các hệ thống thổi ngược bị ngừng sử dụng cho đến khi một thiết kế mới được đưa ra. Các nhà điều tra xác định rằng lỗi xảy ra liên quan đến một cái van điện vốn được sử dụng trên các máy bay Boeing mới. Sau đó người ta lắp đặt một loại chốt khóa mới trên những chiếc máy bay bị ảnh hưởng, bao gồm cả những chiếc 767. Ngày 31 tháng 10 năm 1999, chuyến bay 990 của EgyptAir, một chiếc 767-300ER, đã rơi xuống Nantucket, Massachusetts, tại hải phận quốc tế, khiến toàn bộ 217 người thiệt mạng. Ban An toàn Giao thông Quốc gia Hoa Kỳ (National Transportation Safety Board – NTSB) xác định nguyên nhân khả dĩ là do hành động cố ý của cơ phó, nhưng Ai Cập không đồng tình với kết luận này. Vào ngày 15 tháng 4 năm 2002, chuyến bay 129 của Air China, một chiếc 767-200ER, đã đâm vào một ngọn đồi trong thời tiết xấu khi đang cố hạ cánh xuống sân bay quốc tế Gimhae ở Busan, Hàn Quốc. Vụ tai nạn khiến 129 trong số 166 người trên máy bay tử vong; nguyên nhân sau đó được xác định là do lỗi phi công.

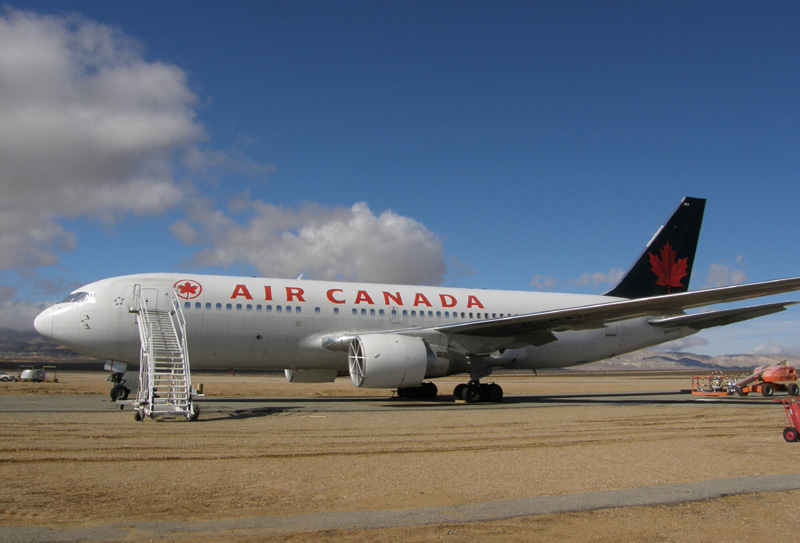
Chiếc máy bay trong vụ "Gimli Glider" đậu tại Cảng Hàng không và Không gian Mojave vào tháng 2 năm 2008

Ngày 23 tháng 7 năm 1983, chuyến bay 143 của Air Canada, một chiếc 767-200, hết nhiên liệu khi đang bay và đã phải lượn một quãng đường dài gần 80 km trước khi hạ cánh khẩn cấp tại Gimli, Manitoba. Các phi công đã sử dụng turbin khí nén của máy bay để cấp nguồn cho hệ thống thủy lực và điều khiển chiếc máy bay. Không có thiệt hại nào về nhân mạng và chỉ có một người bị thương nhẹ. Chiếc máy bay, số đăng ký C-GAUN, sau đó được đặt tên là "Tàu lượn Gimli" (Gimli Glider) theo tên sân bay mà nó đáp xuống. Chiếc máy bay tiếp tục thực hiện các chuyến bay cho hãng Air Canada cho đến lúc nghỉ hưu vào tháng 1 năm 2008.
Chiếc 767 đã bị cướp sáu lần, trong đó có ba vụ gây thiệt hại về người, làm tổng cộng 282 hành khách tử vong. Ngày 23 tháng 11 năm 1996, chiếc 767-200ER trong chuyến bay 961 của Ethiopian Airlines đã bị cướp và buộc phải đáp xuống mặt nước Ấn Độ Dương gần quần đảo Comoro khi hết nhiên liệu, khiến 125 trong số 175 người trên máy bay thiệt mạng; với những vụ máy bay buộc phải hạ cánh trên mặt nước như thế này, rất hiếm khi có người sống sót. Trong sự kiện 11 tháng 9 vào năm 2001, hai chiếc 767 đã được sử dụng để đâm vào Trung tâm Thương mại Thế giới, khiến hai tòa tháp chính của khu phức hợp bị sụp đổ. Chiếc 767-200ER trong chuyến bay 11 của American Airlines đâm vào tòa tháp phía bắc, khiến 92 người trên máy bay tử vong, và chiếc 767-200 trong chuyến bay 175 của United Airlines đâm vào tòa tháp phía nam, khiến toàn bộ 65 người trên khoang tử vong. Hơn 2.600 người khác thiệt mạng khi hai tòa tháp đổ sụp xuống. Một âm mưu giấu bom trong giày bất thành vào năm 2001 liên quan đến một chiếc 767-300ER của American Airlines khiến các cơ quan hữu quan phải yêu cầu hành khách cởi giày ra khi kiểm tra tại các chốt an ninh sân bay Hoa Kỳ.
Ngày 1 tháng 11 năm 2011, chiếc 767-300ER trong chuyến bay 16 của LOT Polish Airlines đã hạ cánh an toàn tại sân bay Frédéric Chopin Warszawa tại Warszawa, Ba Lan sau khi một sự cố máy móc liên quan đến bánh đáp khiến chiếc máy bay buộc phải hạ cánh khẩn cấp mà không hạ bánh đáp. Không có thiệt hại nào về người, nhưng chiếc máy bay bị hư hại nặng và cuối cùng bị tháo dỡ. Tại thời điểm tai nạn, các nhà phân tích hàng không cho rằng đây là lần đầu tiên bánh đáp hoàn toàn không đáp ứng trong lịch sử hoạt động của Boeing 767. Cuộc điều tra sau đó cho thấy một chiếc ống dẫn bị hỏng đã khiến hệ thống mở bánh đáp chính không sử dụng được, đồng thời hệ thống dự phòng cũng không hoạt động vì một chiếc cầu dao tình cờ bị tắt.
Tháng 1 năm 2014, Cục Hàng không Liên bang Hoa Kỳ đưa ra chỉ thị yêu cầu kiểm định bánh lái độ cao của hơn 400 chiếc 767 bắt đầu từ tháng ba; trong đó tập trung vào kiểm tra các mối nối và các bộ phận khác có thể làm kẹt bánh lái. Vấn đề này được xác định từ năm 2000 và đã được nhắc đến trong nhiều bản tin dịch vụ của Boeing. Việc kiểm định và sửa chữa phải được hoàn thành trong sáu năm. Ngoài ra, có nhiều vụ phao cứu hộ tự bung trong khi máy bay đang bảo dưỡng, hay thậm chí đang bay. Cuối năm 2015, Cục Hàng không Liên bang đưa ra chỉ thị sơ bộ nhằm khắc phục sự cố này.
Ngày 28 tháng 10 năm 2016, chiếc 767-300ER trong chuyến bay 383 của American Airlines, chở 161 hành khách và 9 thành viên phi hành đoàn, đã hủy bỏ cất cánh tại sân bay quốc tế O'Hare sau khi cánh quạt của động cơ GE CF6-80C2 bên phải đột nhiên vỡ tung. Các mảnh động cơ xuyên thủng cánh máy bay khiến nhiên liệu chảy ra và thiêu cháy phần bên phải chiếc máy bay. Hành khách và phi hành đoàn sơ tán khỏi chiếc máy bay an toàn, chỉ có 20 hành khách và một tiếp viên bị thương nhẹ khi sử dụng phao cứu hộ.

## Nghỉ hưu và trưng bày

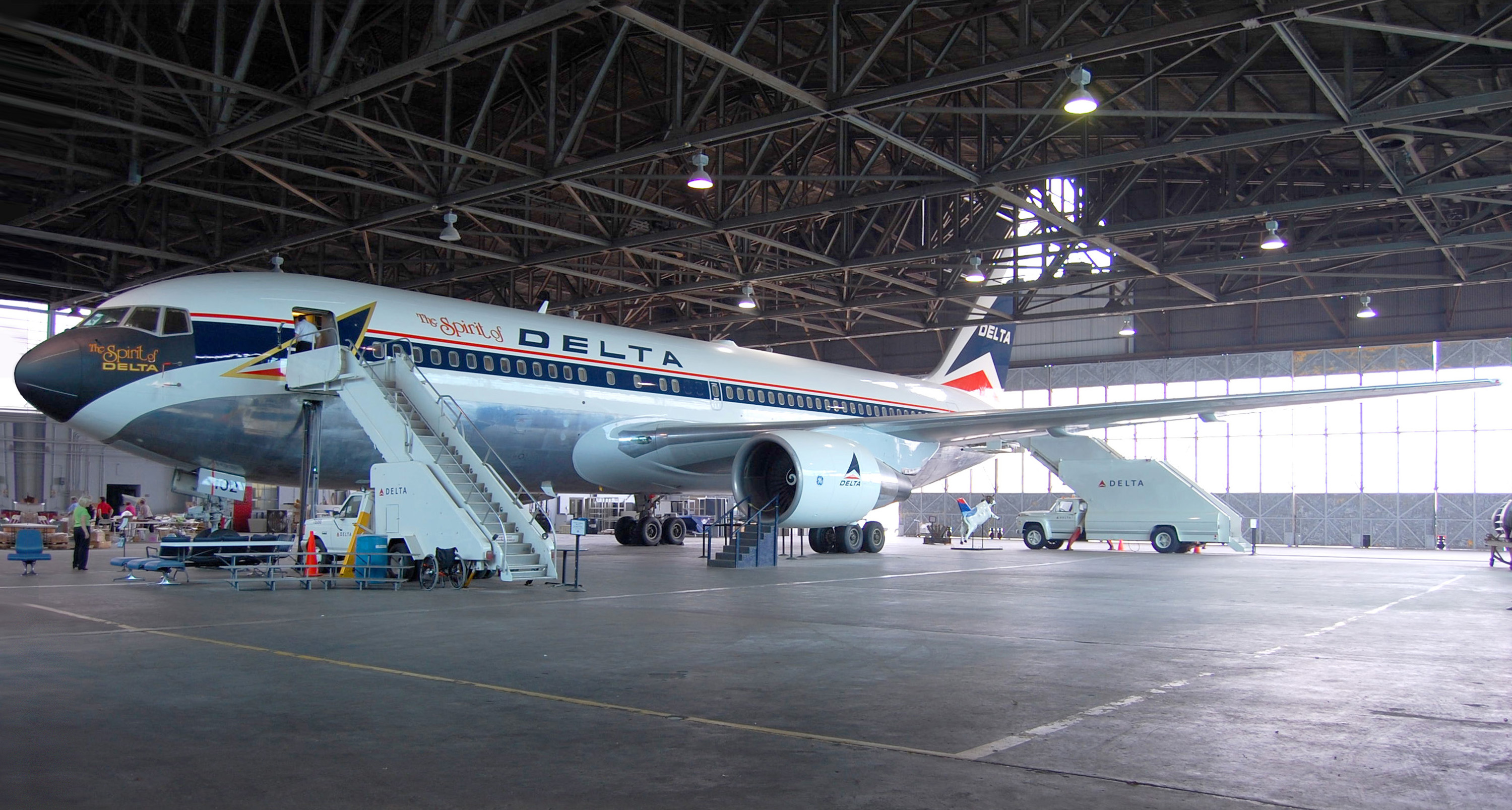
Chiếc "The Spirit of Delta" tại Bảo tàng máy bay Delta

Khi những chiếc 767 mới lăn bánh khỏi xưởng sản xuất, thì những chiếc cũ đã hoạt động trong thời gian dài cũng được nghỉ hưu và tháo dỡ. Tuy nhiên có một chiếc 767 được giữ lại để triển lãm. Chiếc máy bay này mang số đăng ký N102DA và là chiếc 767-200 đầu tiên của hãng Delta Air Lines, đồng thời là chiếc thứ 12 được lắp ráp. Những công nhân góp sức mua chiếc máy bay này vào năm 1982 đặt tên cho nó là "The Spirit of Delta" (Linh hồn của Delta). Quá trình trùng tu chiếc máy bay hoàn tất vào năm 2010 tại Bảo tàng máy bay Delta ở Atlanta, Georgia. Nội ngoại thất chiếc máy bay được giữ nguyên như những ngày đầu. Nhà để máy bay được nâng cấp từ năm 2013 và đến nay đã hoàn tất, cho phép khách du lịch tham quan mỗi ngày.
Vào tháng 6 năm 2005, bốn chiếc 767-200 đã nghỉ hưu của American Airlines được tháo dỡ tại Roswell, New Mexico. Người ta giữ lại phần mũi máy bay để sử dụng trong điện ảnh hoặc bán cho các nhà sưu tập. Khoang lái của một trong bốn chiếc máy bay đó, số hiệu N301AA – chiếc 767-200 đầu tiên giao cho American Airlines và là chiếc thứ tám được lắp ráp, đã được vận chuyển đến Victorville, California để trùng tu và trưng bày. Năm 2013, phần khoang lái chiếc N301AA được trưng bày tạm thời tại một vị trí thuộc Bảo tàng Hàng không Hoa Kỳ (American Museum of Aviation), một tổ chức phi lợi nhuận tại Las Vegas, Nevada, cùng với những hình ảnh về hãng hàng không American Airlines.

## Thông số kỹ thuật
| Phiên bản                                        | 767-200                                              | 767-200ER                                                                    | 767-300                                                           | 767-300ER                                                          | 767-300F                                                           | 767-400ER                                  |
| ------------------------------------------------ | ---------------------------------------------------- | ---------------------------------------------------------------------------- | ----------------------------------------------------------------- | ------------------------------------------------------------------ | ------------------------------------------------------------------ | ------------------------------------------ |
| Buồng lái                                        | Hai người                                            | Hai người                                                                    | Hai người                                                         | Hai người                                                          | Hai người                                                          | Hai người                                  |
| Ba hạng khách(tr23–29)                           | 174 (15F, 40J, 119Y)                                 | 174 (15F, 40J, 119Y)                                                         | 210 (18F, 42J, 150Y)                                              | 210 (18F, 42J, 150Y)                                               |                                                                    | 243 (16F, 36J, 189Y)                       |
| Hai hạng khách(tr23–29)                          | 216 (18J, 196 Y)                                     | 216 (18J, 196 Y)                                                             | 261 (24J, 237Y)                                                   | 261 (24J, 237Y)                                                    |                                                                    | 296 (24J, 272Y)                            |
| Một hạng khách(tr23–29)                          | 245Y                                                 | 245Y                                                                         | 290Y                                                              | 290Y                                                               |                                                                    | 409Y                                       |
| Giới hạn thoát(tr10)                             | 290                                                  | 290                                                                          | 351                                                               | 351                                                                |                                                                    | 375                                        |
| Sức chứa hàng hóa(tr9–14)                        | 86,9 m³                                              | 86,9 m³                                                                      | 114,1 m³                                                          | 114,1 m³                                                           | 438 m³ 52,7 tấn                                                    | 138,9 m³                                   |
| Đơn vị chứa hàng tiêu chuẩn(tr32–36)             | 22 thùng LD2                                         | 22 thùng LD2                                                                 | 30 thùng LD2                                                      | 30 thùng LD2                                                       | 30 thùng LD2 + 24 pallet 220×320 cm                                | 38 thùng LD2                               |
| Chiều dài(tr15–18)                               | 48,51 m                                              | 48,51 m                                                                      | 54,94 m                                                           | 54,94 m                                                            | 54,94 m                                                            | 61,37 m                                    |
| Sải cánh(tr15–18)                                | 47,57 m                                              | 47,57 m                                                                      | 47,57 m                                                           | 47,57 m                                                            | 47,57 m                                                            | 51,92 m                                    |
| Diện tích cánh                                   | 283,3m²                                              | 283,3m²                                                                      | 283,3m²                                                           | 283,3m²                                                            | 283,3m²                                                            | 290,7 m²                                   |
| Góc xuôi sau                                     | 31,5°                                                | 31,5°                                                                        | 31,5°                                                             | 31,5°                                                              | 31,5°                                                              | 31,5°                                      |
| Chiều cao thân                                   | 5,41 m(tr15–18)                                      | 5,41 m(tr15–18)                                                              | 5,41 m(tr15–18)                                                   | 5,41 m(tr15–18)                                                    | 5,41 m(tr15–18)                                                    | 5,41 m(tr15–18)                            |
| Chiều rộng thân                                  | 5,03 m(tr15–18)                                      | 5,03 m(tr15–18)                                                              | 5,03 m(tr15–18)                                                   | 5,03 m(tr15–18)                                                    | 5,03 m(tr15–18)                                                    | 5,03 m(tr15–18)                            |
| Chiều rộng khoang                                | 4,72 m(tr30)                                         | 4,72 m(tr30)                                                                 | 4,72 m(tr30)                                                      | 4,72 m(tr30)                                                       | 4,72 m(tr30)                                                       | 4,72 m(tr30)                               |
| Trọng lượng cất cánh tối đa(tr9–14)              | 142.882 kg                                           | 179.169 kg                                                                   | 158.758 kg                                                        | 186.880 kg                                                         | 186.880 kg                                                         | 204.116 kg                                 |
| Trọng lượng hạ cánh tối đa(tr9–14)               | 123.377 kg                                           | 136.078 kg                                                                   | 136.078 kg                                                        | 145.150 kg                                                         | 147.871 kg                                                         | 158.757 kg                                 |
| Trọng lượng tối đa không tính nhiên liệu(tr9–14) | 113.398 kg                                           | 117.934 kg                                                                   | 126.099 kg                                                        | 133.810 kg                                                         | 140.160 kg                                                         | 149.685 kg                                 |
| Trọng lượng vận hành rỗng(tr9–14)                | 80.127 kg                                            | 82.377 kg                                                                    | 86.069 kg                                                         | 90.011 kg                                                          | 86.183 kg                                                          | 103.872 kg                                 |
| Sức chứa nhiên liệu(tr9–14)                      | 63.217 L (50.753 kg)                                 | 91.380 L (73.363 kg)                                                         | 63.216 L (50.753 kg)                                              | 91.380 L (73.364 kg)                                               | 91.380 L (73.364 kg)                                               | 91.370 L (73.363 kg)                       |
| Tầm bay                                          | 7.223 km(tr47)                                       | 12.200 km                                                                    | 7.223 km(tr49)                                                    | 11.070 km                                                          | 6.025 km                                                           | 10.415 km                                  |
| Tốc độ hành trình                                | 850 km/h (460 kn) tại 11.887 m (38.999 ft)           | 850 km/h (460 kn) tại 11.887 m (38.999 ft)                                   | 850 km/h (460 kn) tại 11.887 m (38.999 ft)                        | 850 km/h (460 kn) tại 11.887 m (38.999 ft)                         | 850 km/h (460 kn) tại 11.887 m (38.999 ft)                         | 850 km/h (460 kn) tại 11.887 m (38.999 ft) |
| Tốc độ hành trình tối đa                         | 950 km/h (510 kn) tại 11.887 m (38.999 ft)           | 950 km/h (510 kn) tại 11.887 m (38.999 ft)                                   | 950 km/h (510 kn) tại 11.887 m (38.999 ft)                        | 950 km/h (510 kn) tại 11.887 m (38.999 ft)                         | 950 km/h (510 kn) tại 11.887 m (38.999 ft)                         | 950 km/h (510 kn) tại 11.887 m (38.999 ft) |
| Cất cánh                                         | 1.920 m(tr58)                                        | 2.480 m                                                                      | 2.800 m(tr64)                                                     | 2.650 m                                                            | 2.650 m                                                            | 3.290 m                                    |
| Cao độ tối đa                                    | 13.137 m (43.100 ft)(tr10)                           | 13.137 m (43.100 ft)(tr10)                                                   | 13.137 m (43.100 ft)(tr10)                                        | 13.137 m (43.100 ft)(tr10)                                         | 13.137 m (43.100 ft)(tr10)                                         | 13.137 m (43.100 ft)(tr10)                 |
| Động cơ (×2)(tr10)                               | P&W JT9D-7R4/7R4E / P&W PW4052 / GE CF6-80A/A2/C2-B2 | P&W JT9D-7R4/7R4E / P&W PW4052/56 / GE CF6-80A/A2/C2-B2/C2-B4 / RB211-524G/H | P&W JT9D-7R4/7R4E / P&W PW4052 / GE CF6-80A/A2/C2-B2 / RB211-524H | GE CF6-80C2-B4/0C2-B6/C2-B8F/C2-B7F1 / PW4056/60/62 / RB211-524G/H | GE CF6-80C2-B4/0C2-B6/C2-B8F/C2-B7F1 / PW4056/60/62 / RB211-524G/H | GE CF6-80C2-B8F/C2-B7F1 / PW4062           |
| Lực đẩy (×2)(tr10)                               | 21.772–23.814 kgf                                    | 27.488–27.488 kgf                                                            | 21,772–27.488 kgf                                                 | 25.741–27.896 kgf                                                  | 25.741–27.896 kgf                                                  | 27.488 kgf                                 |